# Дивеевский монастырь
Серафи́мо-Диве́евский монасты́рь, Дивеевский монастырь (в разговорном обиходе — Дивеево, полное название: Серафимов Дивеевский во имя Святой Троицы женский монастырь) — православный женский монастырь Нижегородской епархии Русской православной церкви. Расположен в селе Дивеево Нижегородской области. Почитается Поместными православными церквями как четвёртый (после Иверии, Афона и Киево-Печерской лавры) «земной Удел Пресвятой Богородицы». До своего закрытия в 1927 году, как и ныне, был в Нижегородской епархии (в отличие от Саровской пустыни, которая была на территории Тамбовской епархии), в статусе монастыря с 1861 года (именовался Серафимо-Дивеевский Троицкий).

## История
Монастырь возник во второй половине XVIII века: около 1758 года прибыла в Киев богатая рязанская помещица Агафья Семёновна Мельгунова, которая в молодости лишилась мужа и дала обет посвятить свою жизнь Богу. Она приняла монашеский постриг в Киево-Флоровском монастыре, с именем матушки Александры. Однажды, после ночного молитвенного бдения в Свято-Успенской Киево-Печерской Лавре, ей было видение Пресвятой Богородицы. Божья Матерь сказала матушке Александре:
Это — Я, Госпожа и Владычица твоя, Которой ты всегда молишься. Я пришла возвестить тебе волю Мою. Не здесь, хочу Я, чтоб ты окончила жизнь свою. Но, как Я раба Моего Антония вывела из Афонского Жребия Моего, святой горы Моей, чтоб он здесь, в Киеве, основал новый Жребий Мой, Лавру Киево-Печерскую, так тебе ныне глаголю: изыди отсюда и иди в землю, которую Я покажу тебе. Иди на север России и обходи все великорусские места святых обителей Моих. И будет место, где Я укажу тебе окончить богоугодную жизнь твою, и прославлю имя Моё там, ибо в месте жительства твоего Я осную великую обитель Мою. Иди же, раба Моя, в путь, и благодать Божия, и сила Моя, и благодать Моя, и милость Моя, и щедроты Мои — да будут с тобою!
Лаврские старцы признали видение матушки Александры истинным, и с их благословения монахиня отправилась в странствие по Руси. В 1760 году матушка Александра шла из Мурома в Саровскую пустынь. Не дойдя двенадцати вёрст до Сарова, она остановилась отдохнуть в селе Дивеево, и здесь, ей вновь было видение Божьей Матери, которая обратилась к монахине со словами:
Вот то самое место, которое Я повелела тебе искать на севере России… И вот здесь предел, который Божественным Промыслом положен тебе: живи и угождай здесь Господу Богу до конца дней твоих. И Я всегда буду с тобою, и всегда буду посещать место это, и в пределе твоего жительства. Я осную здесь такую обитель Мою, равной которой не было, нет, и не будет никогда во всём свете. Это четвёртый жребий Мой во вселенной. И как звёзды небесные и как песок морской умножу Я тут служащих Господу Богу и Меня Приснодеву, Матерь Света, и Сына Моего Иисуса Христа величающих; и благодать Святого Духа Божия и обилие всех благ земных и небесных, с малыми трудами человеческими, не оскудеют от этого места Моего возлюбленного.
В 1773—1774 годах матушкой Александрой в Дивееве возле первой в селе деревянной Стефановской церкви на собственные средства был устроен фундамент Казанской церкви.
Освящение церкви состоялось в начале 1780 года строителем Саровской пустыни Пахомием. В Казанской церкви были два придела: левый во имя святителя Николая — в память бывшей деревянной церкви и правый по особому чудному указанию Божьему посвящённый имени первомученика архидиакона Стефана.

### Казанская община
Первоначально Казанская каменная церковь была приходской, однако отец Серафим запрещал сёстрам так её называть, говоря, что со временем это будет тёплый монастырский собор. Преподобный Серафим так говорил о Казанской церкви:
Казанская церковь, радость моя, такой будет храм, какого и нет подобного! При светопреставлении вся земля сгорит, радость моя, и ничего не останется. Только три церкви со всего света будут взяты целиком неразрушенными на небо: одна-то в Киевской Лавре, другая… (сёстрами забылось), а третья-то ваша Казанская, матушка. Во, какая она Казанская-то церковь у вас!
По совету Саровских старцев Пахомия и Исайи и с разрешения Владимирского епархиального начальства Агафья Семёновна в 1788 году испросила у местной помещицы Ждановой пожертвовать 1300 кв. саженей своей усадебной земли, расположенной поблизости от Казанской церкви, на которой матушка построила дом с надворным строением, где поселилась с четырьмя послушницами: девицей Евдокией Мартыновой, крестьянской девицей Ульяной Григорьевой и крестьянскими вдовами Анастасией Кирилловной и Фёклой Кондратьевой. Община называлась Казанской, жили сёстры по строгому Саровскому уставу.
В 1789 году попечение над общиной взял молодой иеродиакон Серафим. После смерти в 1796 году второй настоятельницы — Анастасии Кирилловны по выбору сестёр начальницей общины была поставлена Ксения Михайловна Кочеулова. При ней к 1826 году число сестёр в общине увеличилось до 40. О её правлении, продолжавшемся 43 года, сохранились воспоминания как о времени трудном, подвижническом, будучи суровой к себе, она не допускала никакого исключения, снисхождения и малодушия к другим. Серафим Саровский говорил, что она «великая раба Божия», «бич духовный», «огненный столб от земли до неба» и «терпуг духовный».

### Мельничная община

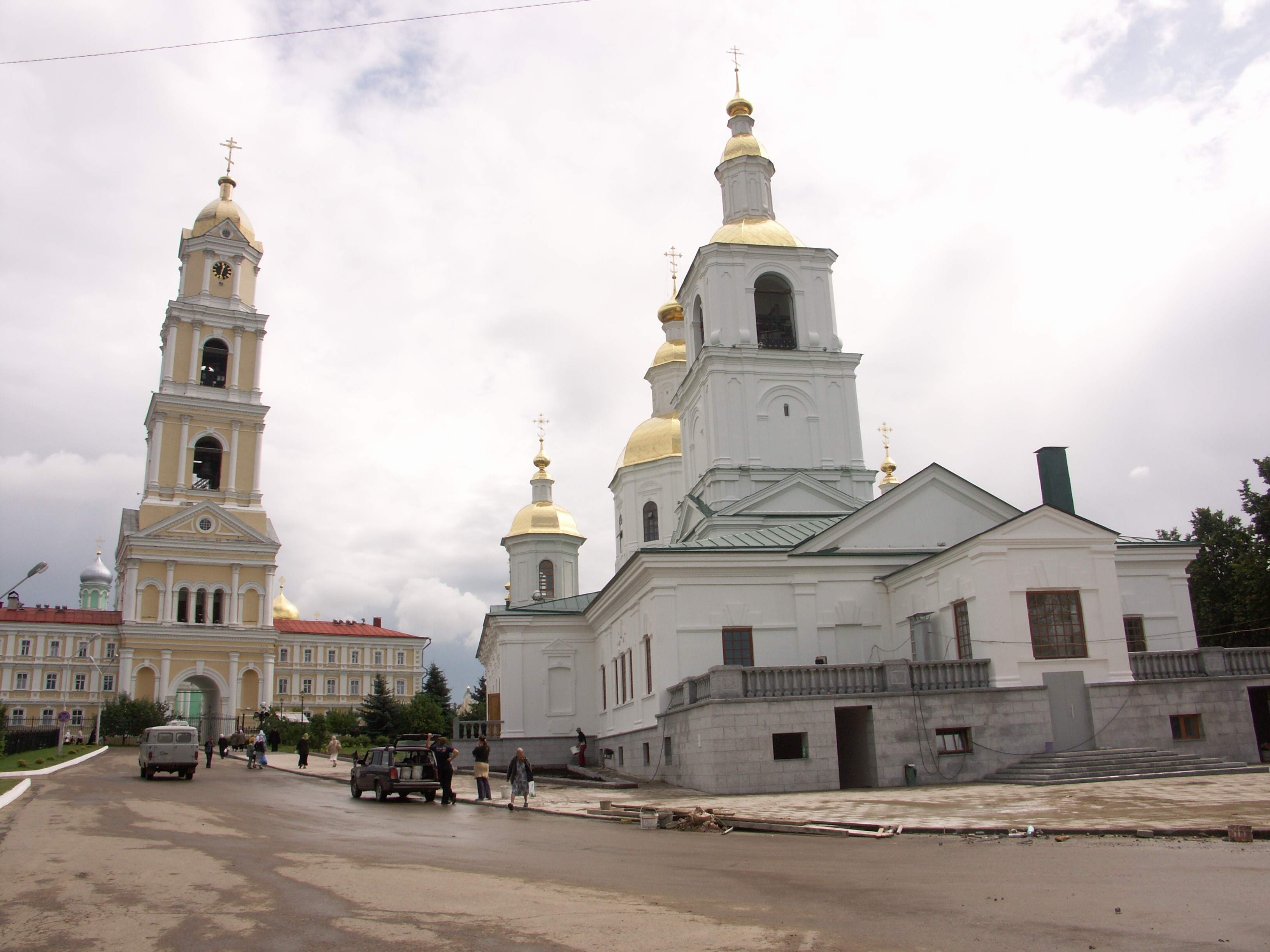
Храм Рождества Христова. Современный вид (2008 год) с новыми приделами у Казанской церкви

По благословению Серафима Саровского  рядом с Казанской была устроена Мельничная община.
Закладка мельницы состоялась 9 (21) декабря 1826 года, в день зачатия праведной Анной. 7 июля 1827 года первыми насельницами стали восемь сестёр Казанской общины. Первой наставницей общины стала дворянская девица Елена Мантурова. На средства её брата Михаила в 1829 году у паперти Казанской церкви был построен двухэтажный каменный храм во имя Рождества Христова, в нижнем этаже которого располагался храм во имя Рождества Божией Матери. Устройству Мельничной общины и в дальнейшем во многом содействовал помещик Михаил Мантуров в благодарность за исцеление от неизлечимой болезни, обрёкший себя по обету на добровольную нищету до самой смерти (1858).
Земля, на которой располагалась новая община, принадлежала наследникам миллионера Баташева. Одна из наследниц — Вера Постникова (Баташева), будучи в Сарове, обещала отцу Серафиму уступить ему эту землю, приняв её в свою часть наследства. В 1830 году последовало формальное распоряжение о пожертвовании 400 кв. сажень этой земли Дивеевской общине.
Первой начальницей новой общины в 1827 году была выбрана крестьянская девица Параскева Шаблыгина. По кончине отца Серафима по старости она была уволена на покой. Преемницей стала дворянская девица Александра Булгакова — до 1834 года и с 1837 года до своей смерти в 1839 году. С 1834 по 1837 год начальницами были крестьянка Ирина Лифанова и Прасковья Мелюкова. Пятая и последняя начальница Мельничной общины была избрана в 1839 году, ей стала Ксения Потхина. В общине к тому времени насчитывалось уже 115 сестёр.

### Серафимо-Дивеевский монастырь

Литография с видом Дивеевского монастыря с юго-западной стороны (начало XX века)

В 1842 году, через 9 лет после преставления Серафима, обе общины были объединены с наименованием Серафимо-Дивеевской. С 1853 года Казанская церковь с приделами стала существовать отдельно от новой общины.
В 1861 году община получила статус монастыря. Первой игуменьей стала Мария (Елизавета Алексеевна Ушакова).
В июне 1848 года епископ Нижегородский Иаков (Вечерков) своими руками положил первый камень в основание Троицкого храма.
Огромный Троицкий собор сооружался 27 лет. Строительство велось по проекту архитектора А. И. Резанова, завершавшего в это время строительство Храма Христа Спасителя в Москве. Одним из попечителей монастыря в это время был Николай Александрович Мотовилов, биограф и собеседник преподобного Серафима Саровского.
Храм был освящён 28 июля (9 августа) 1875 года епископом Нижегородским Иоанникием (Рудневым).
В 1885 году завершено строительство игуменского корпуса.
В 1902 году в восточной части  корпуса построена домовая церковь во имя святой равноапостольной Марии Магдалины. Во время визита императора Николая II в 1903 году, по его просьбе в этой церкви была отслужена Божественная литургия.
После смерти игуменьи Марии в 1904 году, сёстрами в игуменьи была выбрана казначея монастыря — монахиня Александра (Траковская).
К началу XX века монастырь стал крупным иноческим общежитием: в 1917 году в нём проживало по списку 270 монахинь и 1474 послушницы — при численности населения села Дивеева 520 человек.
В 1919 году монастырь был зарегистрирован как трудовая артель и продолжал действовать. Сёстры продолжали соблюдать монастырский устав и уклад монастырской жизни. Обитель покинули немногие.
21 сентября 1927 года монастырь был закрыт. Некоторые насельницы рассеялись по округе и пытались сохранить часть дивеевских святынь.
Часть сестёр нашли приют в селе Елизарьево, где служил старший брат монастырского священника — Иаков (Гусев), прославленный затем как священномученик. По благословению братьев Гусевых из села Пузо в Елизарьево перевезли дивеевскую блаженную Марию Ивановну.
Игуменья Александра (Траковская; † февраль 1942) с частью сестёр впоследствии обосновалась в Муроме, в доме у стен Благовещенского монастыря; затем старшей сестрой стала Анна Ефимовна Баринова (в монашестве — Мария).
В Муроме жили сёстры, изгнанные из разных монастырей, но служивший там батюшка вспоминал: «Внешне все выглядели одинаково: тёмный платок, тёмное платье, но дивеевских мы узнавали сразу, они резко отличались от всех, они успели получить нечто в монастыре — благодать. Они были ни на кого не похожи: в общении особенно приятные, очень смиренные, это чувствовалось во всём — в обращении и даже в голосе. А остальные были какие-то боевые монахини».
Казанская церковь была закрыта в 1937 году. Но и после закрытия на праздник Казанской иконы в Дивеево продолжали съезжаться с окрестных сёл и деревень, шли крестным ходом с большой Казанской иконой Божией Матери, заходя с ней в дома местных жителей.
В 1947 и 1951 годах поступали прошения об открытии монастыря, однако они остались без рассмотрения.
В 1950-е годы у Казанской церкви были разрушены верхние ярусы колокольни, купол и храмовая часть трапезной.
Одной из немногих дивеевских сестёр, доживших до восстановления монастыря, была монахиня Серафима (Булгакова), сохранившая и передавшая монастырю некоторые личные вещи преподобного Серафима Саровского и святой блаженной Параскевы Дивеевской.

## Современная жизнь обители

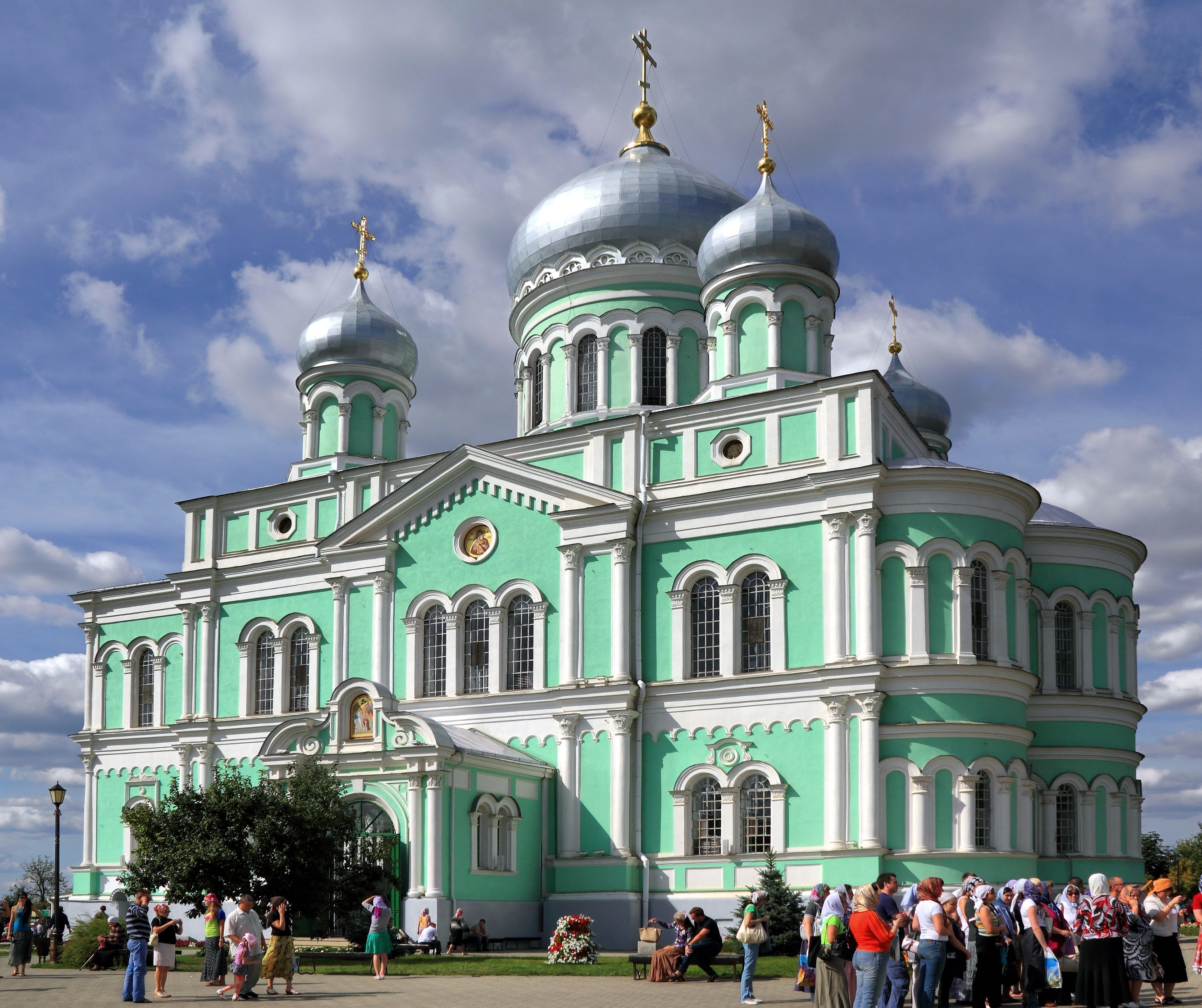
Троицкий собор

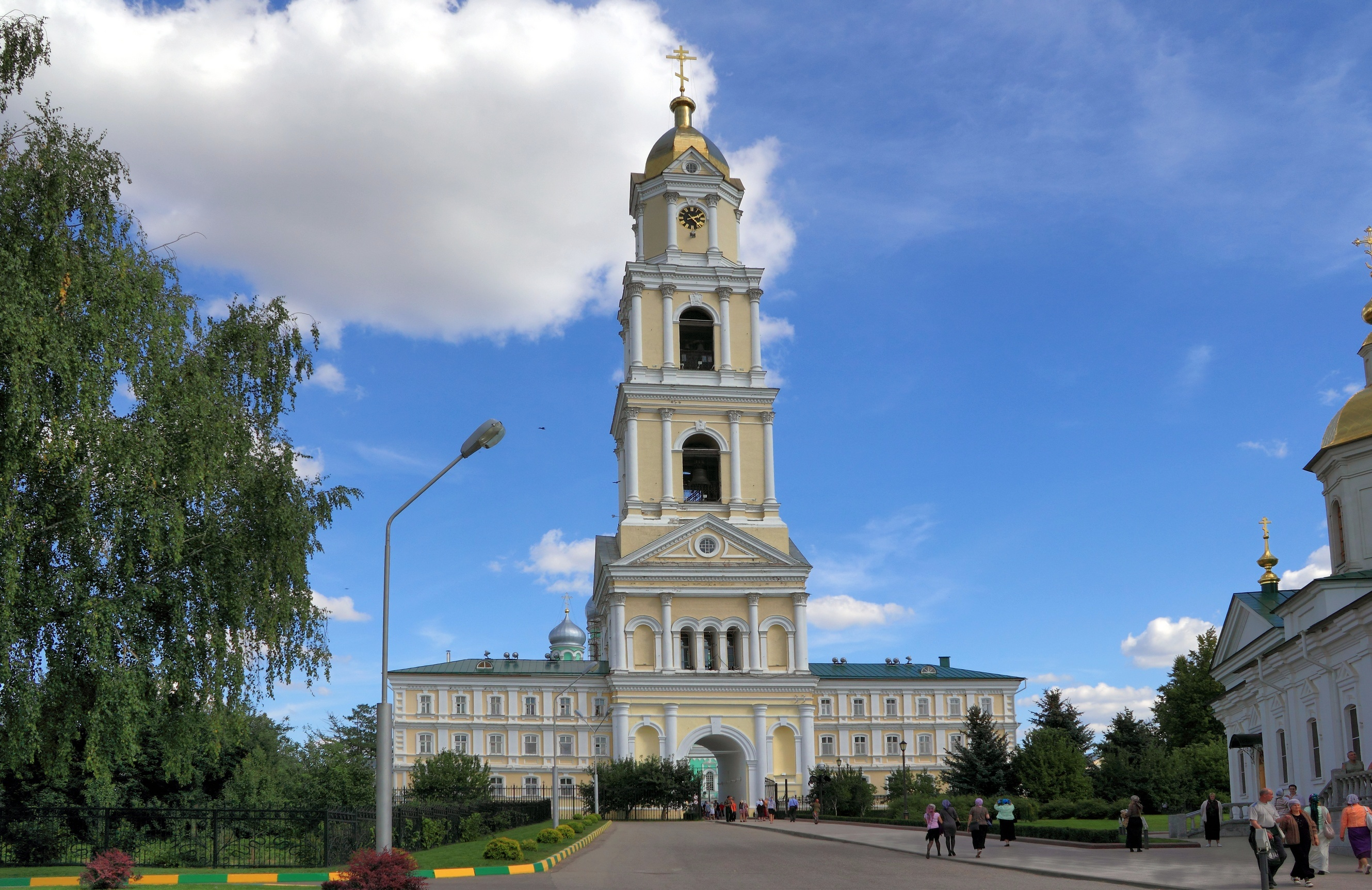
Колокольня

Возрождение началось в 1988 году, когда был зарегистрирован церковный приход.
22 апреля 1989 года архиепископом Горьковским и Арзамасским Николаем была освящена деревянная церковь в честь Казанской иконы Божией Матери. Для этого в январе  у родственников последнего священника Ивана Смирнова выкуплен деревянный дом на окраине села, рядом с Казанским источником. До закрытия монастыря этот дом стоял недалеко от Канавки и в нём находилась свечная мастерская монастыря. Затем строение было разобрано и перенесено на окраину, чтобы обеспечить жильём священников, которых выселяли из центра села. К купленному дому был пристроен алтарь и построена деревянная колокольня. Освящение церкви состоялось в Лазареву субботу и совпало с днём памяти последнего дивеевского священника. Перед освящением в церковь была внесена икона Серафима Саровского, выполненная в полный рост и с вложенной полумантией преподобного.
В октябре 1989 года церковной общине был передан Троицкий собор. Весной 1990 года при сиявшей в чистом небе радуге на него был установлен крест.
Освящение Троицкого собора состоялось 31 марта 1990 года архиепископом Николаем. 1 августа  был вновь освящён придел в честь иконы Божией Матери «Умиление».
21 июля 1991 года состоялось решение Священного Синода о возобновлении монастыря.
31 июля 1991 года в Дивеево торжественно прибыли мощи преподобного Серафима Саровского, вторично обретённые в Санкт-Петербурге в Казанском соборе, бывшем тогда музеем атеизма и религии.
17 ноября 1991 года митрополит Нижегородский и Арзамасский Николай (Кутепов) посвятил в сан игуменьи монастыря монахиню Сергию (Конкову), до этого исполнявшую послушание благочинной в Спасо-Преображенской пустыни Рижского монастыря.
В апреле 1992 года по завету Серафима Саровского перед образом Спасителя в Рождественской церкви была зажжена неугасимая свеча.
В июле  монастырю было передано здание Казанской церкви. 21 октября  повторно освящена пристроенная к ней Церковь Рождества Богородицы.
В сентябре монастырю был передан Никольский скит в Автодееве, а 25 декабря  — территория бывшего Кутузовского скита.
1 июня 1993 года была повторно освящена Церковь Рождества Христова В нижнем Храме Рождества Богородицы в 1993 году прошёл первый после открытия монастыря иноческий постриг.
20 февраля 1995 года указом президента Казанской церкви присвоен статус памятника архитектуры федерального значения.
Летом 1996 года отремонтирован фасад и восстановлен купол над домовой церковью во имя святой равноапостольной Марии Магдалины 27 сентября  в праздник Воздвижения Креста Господня на купол установлен крест. С 1997 года начались работы внутри церкви. В 1996 году была открыта общеобразовательная монастырская православная школа.
26 сентября 2000 года были обретены мощи преподобных Александры, Марфы и Елены Дивеевских. 22 декабря  состоялось их прославление как местночтимых святых Нижегородской епархии. Также в 2000 году были завершены исследования, начатые в 1997 году по выяснению состояния Казанской церкви.
В 2002 году рядом с восстанавливаемой Казанской церковью были заложены фундаменты нескольких приделов, но затем их строительство было приостановлено до завершения главного здания, работы по восстановлению которого начались в 2003 году.

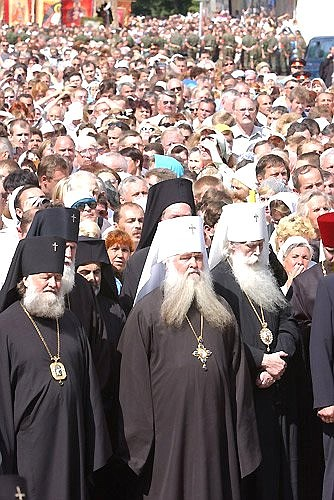
Благословение крестного хода с мощами Серафима Саровского

В 2003 году состоялось празднование 100-летия канонизации Серафима Саровского. Богослужения возглавлял Патриарх Алексий II в числе гостей и паломников был будущий Патриарх — митрополит Кирилл,.
В июле 2004 года прошли Курские торжества. 20 июля после Божественной Литургии в Троицком соборе святые мощи преподобного Серафима Саровского были перенесены к колокольне. Затем специально подготовленным автомобилем доставлены в аэропорт Сарова. Далее самолётом Ан-26 ВМФ России по маршруту Саров — Пенза — Воронеж — Курск. После молебна на лётном поле начался крестный ход к Красной площади Курска. За 3 часа было пройдено 11 км.
За это время архиереи освятили часовню в честь Серафима Саровского возле Кафедрального Сергиево-Казанского собора, построенного в XVIII веке родителями Преподобного — Исидором и Агафьей. Архиереями крестный ход был встречен возле Воскресенско-Ильинского храма, в котором венчались родители и был крещён будущий старец. После чего крестный ход проследовал к восстановленному Знаменскому собору, в котором за три дня к святым мощам приложилось от 130 до 150 тыс. человек. 23 июля самолётом мощи были доставлены в Саров, откуда в тот же день перевезены в Дивеевский монастырь.
31 июля 2004 года начались торжества, посвящённые 250-летию со дня рождения Преподобного Серафима Саровского. В этот день митрополит Минский и Слуцкий Филарет совершил чин Великого освящения Казанского храма, восстановленного в 2004 году. Также было освящено здание новой школы, а здание старой передано монастырю.
В этот же день, 31 июля 2004 года в лике местночтимых святых Нижегородской епархии прославлена блаженная старица Мария Дивеевская. Её святые мощи были обретены 14 сентября, а с октября  началось её общецерковное почитание. Со времени обретения мощи блаженной находятся в Казанской церкви. Советская власть запрещала посещение блаженной, общение с ней происходило тайно, через записки. Сёстрам она предсказала лагеря и ссылки и последующее возрождение монастыря.
Летом 2004 года сёстрами обители при возведении часовни был обнаружен фундамент мельницы, закладка которой положила начало девичьей общине.
8 сентября 2004 года Владыкой Георгием совершён чин Великого освящения южного придела церкви Казанской иконы Божией Матери во имя святого первомученика и архидиакона Стефана. На чине освящения присутствовали представители Румынской Православной Церкви 17 октября  Владыкой освящён Никольский придел.
31 июля 2005 года торжества начались с малой вечерни в Троицком соборе В этот день в монастырь пришло 5 крестных ходов: из Нижнего Новгорода, Арзамаса, Сарова, Павлова и Ардатова. Верующие из Нижнего Новгорода за 12 дней прошли более 200 км.
3 февраля 2006 года епископ Нижегородский и Арзамасский Георгий совершил чин Великого освящения храма во имя святой равноапостольной Марии Магдалины.
31 июля 2006 года малую вечерню в Троицком соборе совершил Святейший Патриарх Алексий II, возглавивший торжество, посвящённые 300-летию Саровской пустыни.
В апреле 2007 года возобновлены работы по строительству восьми приделов Казанской церкви. За основу был взят проект архитектора Виктора Коваля. К сентябрю строительные работы были завершены.
По благословению Патриарха Алексия II в сентябре 2007 года были обретены мощи преподобноисповедницы Матроны (Власовой).
После обретения её мощи находились в домовой церкви равноапостольной Марии Магдалины.
В апреле 2008 года состоялось перезахоронение останков третьей настоятельницы Казанской общины Ксении Михайловны Кочеуловой.
В 2008 году были освящены ещё 5 приделов Казанской церкви:  20 июля — в честь священномученика Серафима (Чичагова), составителя «Летописи Серафимо-Дивеевского монастыря», 21 августа владыкой Георгием — в честь святых жён дивеевских Марфы, Елены и Александры, 2 октября — в честь дивеевских подвижниц и молитвенниц преподобномучениц Марфы и Пелагеи (Тестовых) и преподобноисповедницы Матроны (Власовой).
Освящение придела в честь святых Царственных страстотерпцев архиепископ Георгий совершил 3 декабря, а уже 11 декабря было освящён придел во имя святых Дивеевских блаженных Пелагеи, Марии и Параскевы.
17 января 2009 года Владыка освятил шестой придел  в честь преподобномученицы Евдокии (Шиковой) и её послушниц: Дарии (Тимолиной), Дарии (Сиушинской) и Марии, принявшим мученическую кончину накануне праздника Успения Божией Матери в 1918 году.
22 июля 2009 года при посещении монастыря президентом Медведевым была подарена икона святого великомученика и целителя Пантелеимона.

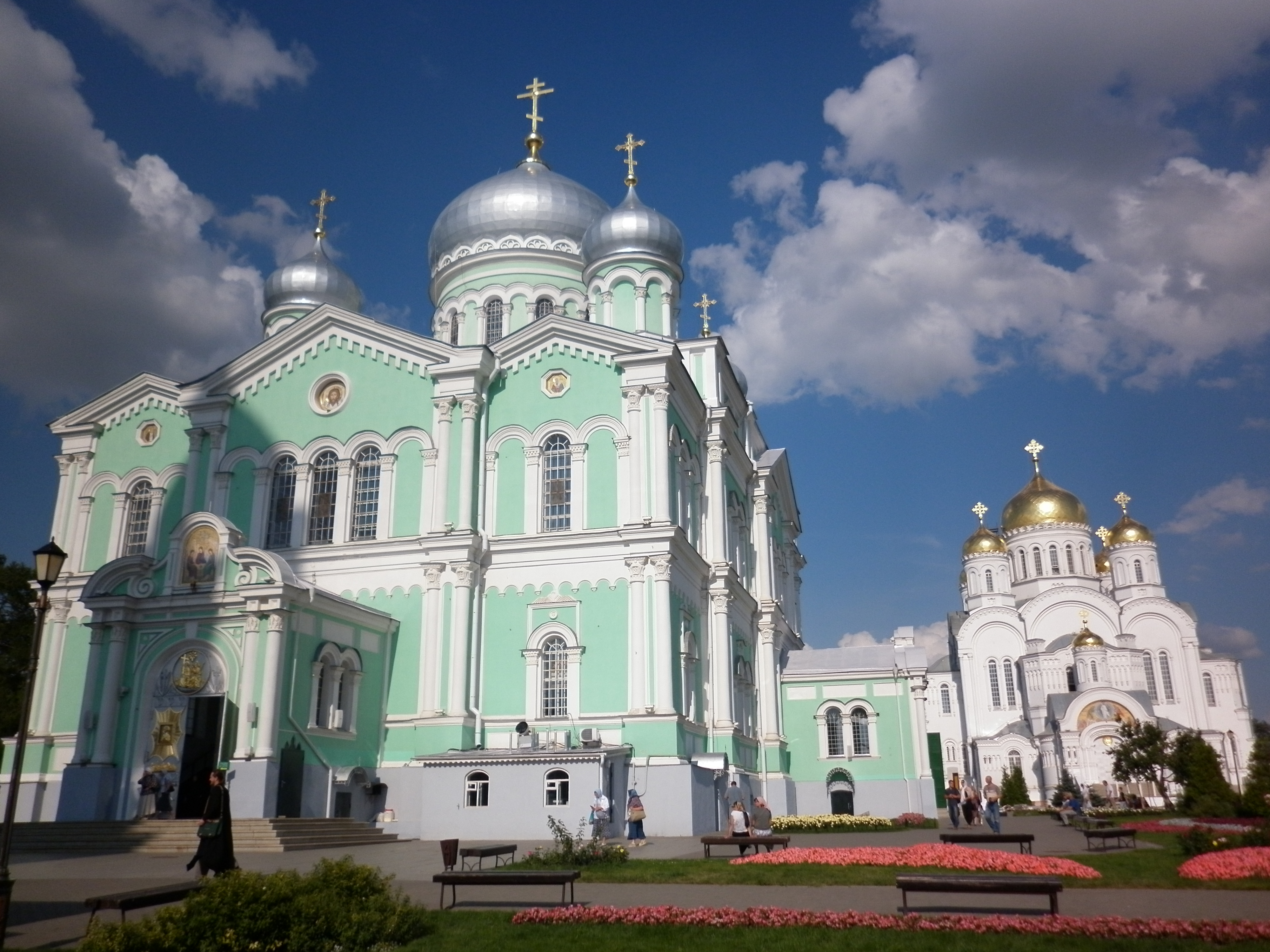
Троицкий собор (слева) и Преображенский собор (справа)

9 сентября 2009 года в преддверии визита Патриарха Московского и всея Руси Кирилла в Троицком соборе Архиепископом Нижегородским и Арзамасским Георгием совершена Божественная литургия, на которой присутствовали митрополит Оренбургский и Бузулукский Валентин и архиепископ Самарский и Сызранский Сергий. Затем состоялась встреча Патриарха с правящими архиереями 12 епархий, расположенных на территории ПФО.
10 сентября Патриархом Кириллом совершена Божественная литургия в Спасо-Преображенском соборе.
Вечером 6 ноября 2011 года архиепископом Георгием и настоятельницей Сергией из Арзамаса в монастырь был привезён Пояс Пресвятой Богородицы. Крестным ходом святыня была пронесена по Канавке Божией Матери После чего ковчег был установлен под сенью в Преображенском соборе. На следующий день под звон колоколов Пояс Пресвятой Богородицы был вынесен из врат обители, чтобы проводить ковчег, собралось несколько тысяч человек. Святыня пробыла в обители меньше суток, за это время к ней приложились десятки тысяч человек.
26 апреля 2012 года в Троицком соборе митрополитом Нижегородским и Арзамасским Георгием был отслужен молебен на начало доброго дела, затем крестным ходом молящиеся прошли по Святой Канавке и закончили молебен на месте строительства нового храма во имя Благовещения Пресвятой Богородицы. Владыка окропил место строительства и первый ковш земли из котлована будущего храма. Благовещенский собор строится по проекту известного церковного архитектора Андрея Анисимова.
21 декабря 2015 года в монастыре был установлен и освящён митрополитом Георгием поклонный крест, пожертвованный паломниками в память об исцелении членов их семьи.
31 июля 2017 года, в канун празднования дня памяти преподобного Серафима Саровского, на Соборной площади Свято-Троицкого Серафимо-Дивеевского женского монастыря, состоялось торжественное открытие памятника семье последнего российского императора Николая II.
8 сентября 2023 года в рамках поездки в Нижегородскую область Президент РФ Путин посетил Свято-Троицкий Серафимо-Дивеевский женский монастырь.
В обители проживает более 400 насельниц.
С 1989 года в Дивееве было восстановлено и освящено семь храмов. Центром духовной жизни остаётся Троицкий собор со своей главной святыней — святыми мощами преподобного Серафима, Саровского чудотворца.

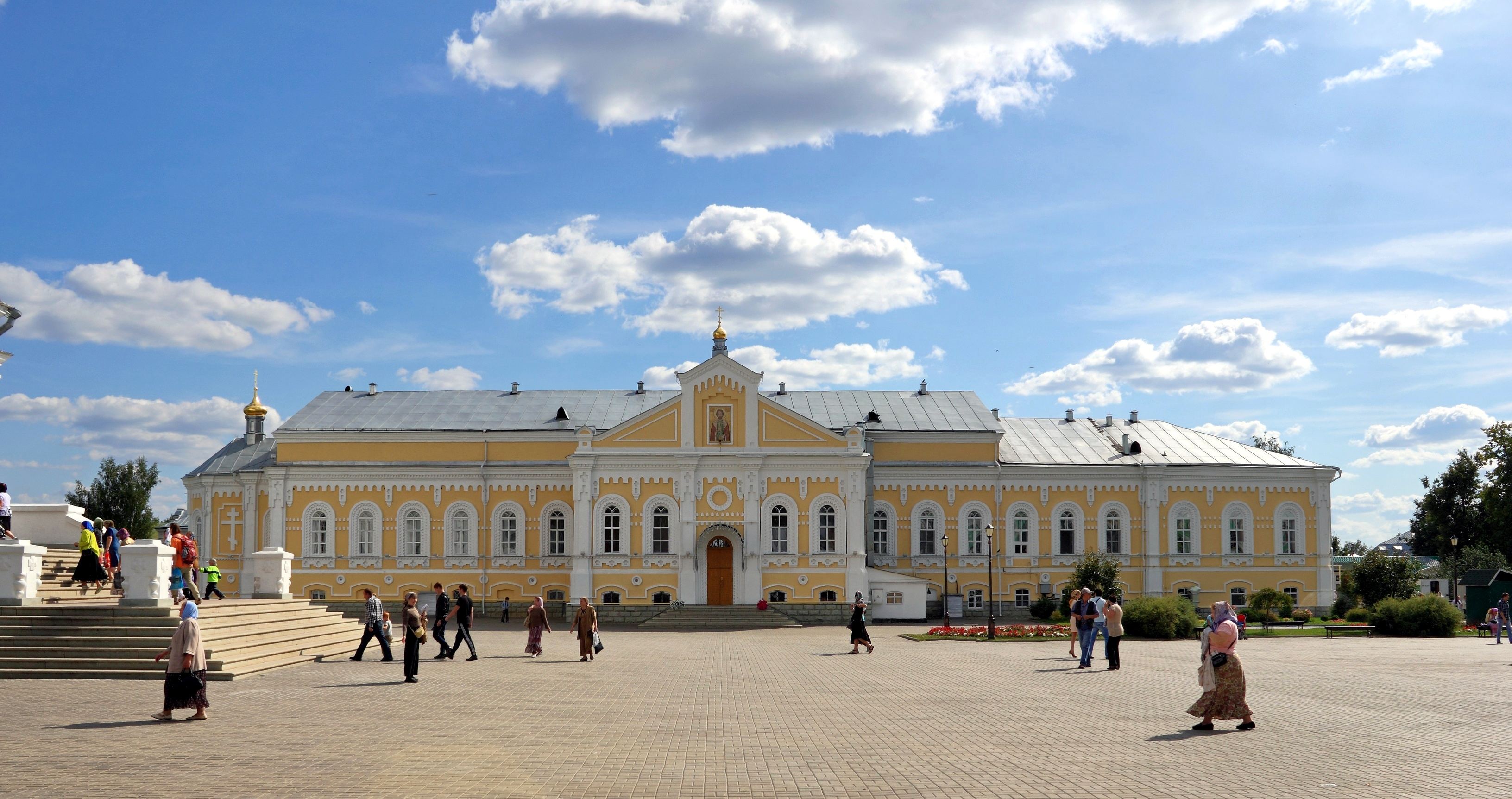
Трапезный храм во имя святого благоверного князя Александра Невского

Обитель является местом паломничества. Для священников гостиницы обустроены на территории монастыря, для паломников построена гостиница на 460 мест в посёлке Северный По состоянию на 2009 год  поездки из Нижнего Новгорода в монастырь епархией организуются три раза в неделю. Епархией и администрациями различного уровня организовываются единичные поездки для инвалидов, ветеранов и пенсионеров

## Спасо-Преображенский собор

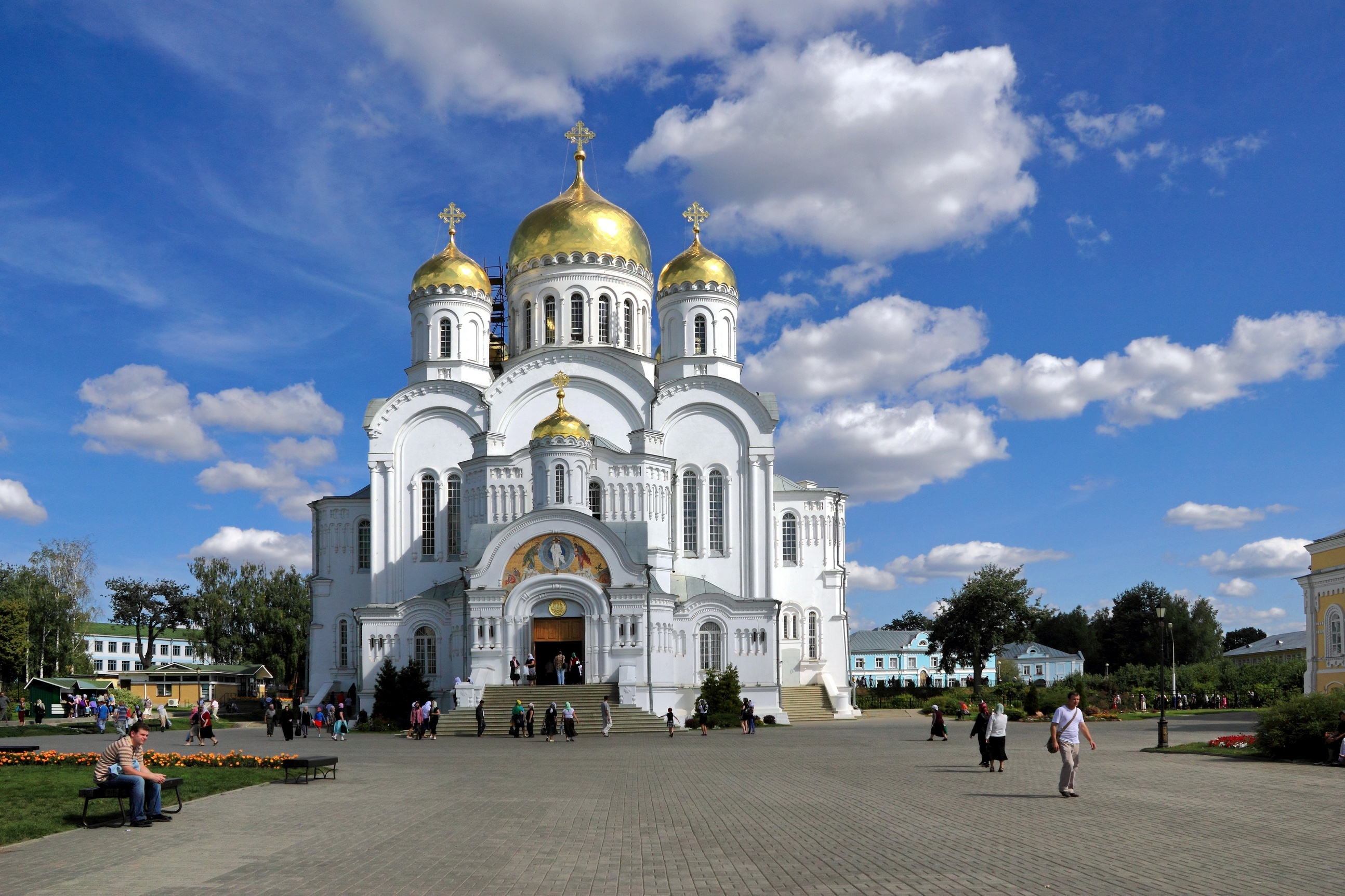
Спасо-Преображенский собор

Собор был заложен в 1907 году по проекту москвича А. Е. Антонова. В 1916 году строительство в основном завершилось: были готовы иконостас и необходимая утварь, но не было отопления. После революции 1917 года в годы советской власти в нём был гараж, затем тир. Предзнаменованием случившегося в советские годы считаются слова блаженной Прасковьи Ивановой, сказанные во время закладки: «Собор-то собор, а я усмотрела, черёмуха по углам-то собора выросла, как бы не завалили». В 1991 году собор был передан возрождённому монастырю. Восстановление продолжалось несколько лет.
Фотографии разрушенного Преображенского собора, так же, как и других храмов монастыря, можно увидеть на памятной доске около Храма Рождества Христова. Освящение главного престола состоялось через 91 год после начала строительства — 3 сентября 1998 года, в честь Преображения Господня. 27 октября  митрополитом Николаем в честь св. Архистратига Божия Михаила со всеми Небесными Силами бесплотными был освящён южный придел. Ранее в честь св. Архистратига Божия Михаила был освящён один из приделов ныне не существующей Тихвинской церкви. Роспись придела велась в 2005 году под руководством Анатолия Беляева.Трапезный храм (Дивеево)
В соборе находятся мощи преподобной Марфы Дивеевской Её мощи были обретены после прославления в лике местночтимых святых 22 декабря 2000 года. День памяти отмечают 3 сентября По словам Серафима Саровского, преподобная Марфа — начальница над дивеевскими сёстрами в Царствии Небесном.
Также в соборе хранятся мощи блаженной Параскевы Дивеевской (Паши Саровской), день памяти которой отмечают 5 октября Считается, что блаженная предсказала гибель династии Романовых, гонения на Церковь и «море крови». В 2003 году были восстановлены могилы храмосоздателя собора Фёдора Васильевича Долгинцева и его жены Екатерины Ивановны.
По сложившейся традиции, в соборе совершается главная служба на Успение Божией Матери.

## Благовещенский собор

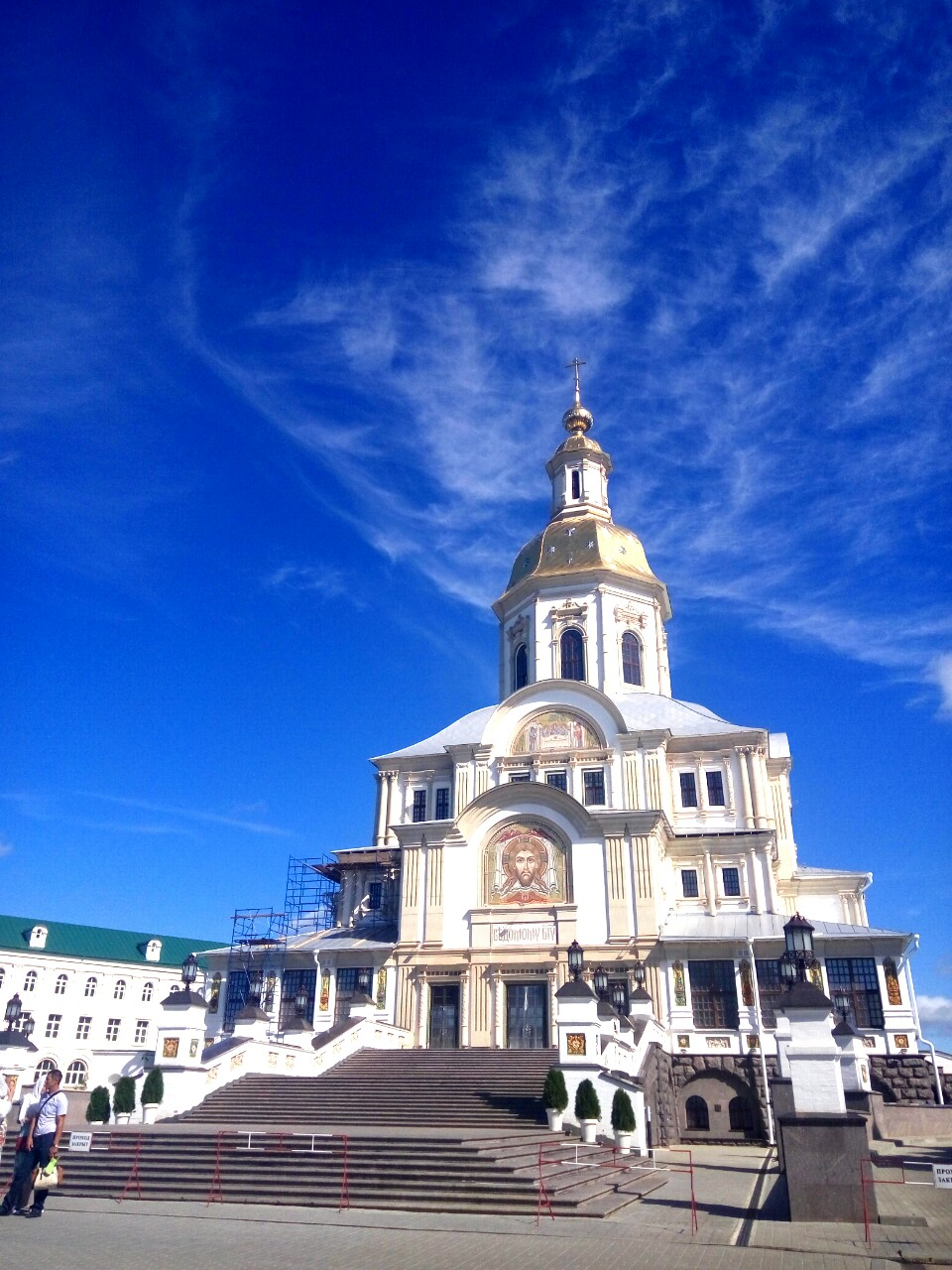
Благовещенский собор

Строительство Благовещенского собора началось по завету преподобного Серафима, который говорил, что должен быть в обители ещё один храм, который встанет в одну линию с колокольней и Троицким собором, в конце Святой Канавки.
26 апреля 2012 года в Троицком соборе митрополит Георгий совершил молебен на начало доброго дела.
По проекту храм должен был иметь размеры, которые определены Поясом Богородицы: двадцать поясов в ширину, тридцать в длину, пятьдесят в высоту (то есть его высота составила 60 метров). За основу был взят храм московского Заиконоспасского монастыря — это стиль, близкий к московскому барокко, характерный для начала XVIII века. Новый собор стал белоснежным, с кровлей стального цвета и золотой главкой. В нём предполагалось устроить восемь приделов. Главный престол освящён в честь Благовещения Пресвятой Богородицы.
Подготовка к строительству нового собора велась более десяти лет. За это время проведён конкурс проектов, оформлены необходимые документы, подготовлена территория строительной площадки. 27 августа 2015 года, в предпразднество Успения Пресвятой Богородицы, состоялось освящение Успенского придела нового собора. Чин Великого освящения первого из приделов храма совершил митрополит Нижегородский и Арзамасский Георгий.
17 ноября 2016 года освящён придел в честь явления Божией Матери преподобному Сергию Радонежскому. Чин Великого освящения возглавил митрополит Нижегородский и Арзамасский Георгий. Нижегородскому архипастырю сослужили митрополит Алавердский Давид (Грузинская Православная Церковь), епископ Ардатовский и Атяшевский Вениамин, епископ Котласский и Вельский Василий. Митрополит Георгий рассказал, как, обучаясь в московских духовных школах, читал летопись Дивеевского монастыря и сокрушался, что невозможно пройти по Святой Канавке, приложиться к мощам преподобного Серафима Саровского, побывать в пустыньках. Но 25 лет назад началось возрождение обители, и теперь можно лицезреть её благолепие. Владыка отметил, что совершенное освящение — это связь между Церковью небесной торжествующей и Церковью земной воинствующей. Когда хоронили преподобного Серафима, ему в гроб положили иконку явления Царицы Небесной преподобному Сергию.
11 мая 2019 года митрополит Нижегородский и Арзамасский Георгий освятил придел Благовещенского собора в честь Воскресения Словущего. В этот же день в новом приделе храма отслужили первую литургию.

## Престолы Дивеевских храмов
| №                                                                           | Название | Даты освящения        |
| Троицкий собор (1848—1875)                                                  | |                       |
| 1                                                                           | Пресвятой Живоначальной Троицы | 28.07.1875            |
| 2                                                                           | Иконы Божией Матери «Умиление» (южный нижний) | 02.06.1880/21.12.1996 |
| 3                                                                           | Иконы Божией Матери «Владимирская» Оранская (южный верхний) | 03.06.1884/13.05.1996 |
| 4                                                                           | Третьего обретения главы Иоанна Предтечи (северный верхний) | 04.06.1884/21.11.1997 |
| 5                                                                           | Преподобного Серафима Саровского (северный нижний) | 22.07.1903/31.12.1997 |
| Преображенский собор (1907—1916)                                            | |                       |
| 6                                                                           | Преображения Господня | 03.09.1998            |
| 7                                                                           | Архистратига Михаила (южный нижний) | 27.10.1998            |
| 8                                                                           | Всех святых (северный нижний) | 21.12.1998            |
| 9                                                                           | Иконы Божией Матери «Тихвинская» (южный верхний) | 21.06.2006            |
| 10                                                                          | Новомучеников и исповедников Российских (северный верхний) | 11.08.2006            |
| Казанский собор (1773—2008)                                                 | |                       |
| 11                                                                          | Иконы Божией Матери «Казанская» (центральный) | 19.01.1780/31.07.2004 |
| 12                                                                          | Первомученика архидиакона Стефана (южный при центральном) | 1780-е/08.09.2004     |
| 13                                                                          | Святителя Николая, архиепископа Мирликийского, Чудотворца (северный при центральном) | 1780-е/17.10.2004     |
| 14                                                                          | Священномученика митрополита Серафима (Чичагова) | 20.07.2008            |
| 15                                                                          | Преподобных Александры, Марфы и Елены Дивеевских | 21.08.2008            |
| 16                                                                          | Преподобномучениц Марфы и Пелагеи (Тестовых) и преподобноисповедницы Матроны (Власовой)                                                                                                   | 02.10.2008            |
| 17                                                                          | Царственных страстотерпцев (северный от придела Рождества Богородицы) | 03.12.2008            |
| 18                                                                          | Блаженных Пелагеи, Марии и Параскевы Дивеевских | 11.12.2008            |
| 19                                                                          | Рождества Христова (верхний храм, пристроенный к колокольне Казанского храма) | 06.08.1829/01.06.1993 |
| 20                                                                          | Рождества Пресвятой Богородицы (нижний храм, пристроенный к колокольне Казанского храма)                                                                                                  | 08.09.1830/21.10.1992 |
| 21                                                                          | Священномучеников Иакова и Михаила (Гусевых), пресвитеров (верхний южный) | 22.01.2009            |
| 22                                                                          | Мучениц Евдокии, Дарии, Дарии и Марии Пузовских (верхний северный) | 17.01.2009            |
| 23                                                                          | Архистратига Михаила (южный от придела Рождества Богородицы). 2-й по счету престол, освященный в монастыре в честь архистратига Михаила (рядом расположено захоронение Михаила Мантурова) | 16.07.2009            |
| Благовещенский собор (2012—2022)                                            | |                       |
| 24                                                                          | Благовещения Пресвятой Богородицы (верхний центральный) | 23.10.2022            |
| 25                                                                          | Успения Пресвятой Богородицы (нижний центральный) | 27.08.2015            |
| 26                                                                          | Явления Пресвятой Богородицы преподобному Сергию Радонежскому (северный нижний) | 17.11.2016            |
| 27                                                                          | Явления Пресвятой Богородицы преподобному Серафиму Саровскому (южный нижний) | 21.12.2016            |
| 28                                                                          | Всех Дивеевских святых | 06.05.2017            |
| 29                                                                          | Великомученика Георгия Победоносца | 04.05.2018            |
| 30                                                                          | Воскресения Словущего | 11.05.2019            |
| 31                                                                          | Сошествия Святого Духа на апостолов | 26.06.2019            |
| 32                                                                          | Зачатия Пресвятой Богородицы | 21.12.2019            |
| 33                                                                          | Введения во храм Пресвятой Богородицы | 06.11.2019            |
| 34                                                                          | Похвалы Пресвятой Богородицы | 13.05.2021            |
| 35                                                                          | Собора Пресвятой Богородицы | 26.06.2021            |
| 36. Храм благоверного князя Александра Невского (трапезный) (1895)          | 36. Храм благоверного князя Александра Невского (трапезный) (1895) | 27.11.2000            |
| 37. Храм равноапостольной Марии Магдалины (игуменский корпус) (1902)        | 37. Храм равноапостольной Марии Магдалины (игуменский корпус) (1902) | 1902/03.02.2006       |
| 38. Храм иконы Божией Матери «Всех скорбящих Радость» (богаделенный) (1861) | 38. Храм иконы Божией Матери «Всех скорбящих Радость» (богаделенный) (1861) | 11.09.1862/06.11.2006 |
| 39. Храм иконы Божией Матери «Целительница» (больничный) (2008)             | 39. Храм иконы Божией Матери «Целительница» (больничный) (2008) | 01.10.2008            |
|                                                                             | Келейный корпус |                       |
| 40.                                                                         | Иконы Божией Матери «Державная» | 21.12.2020            |
| 41.                                                                         | Всех святых в земле Русской просиявших | 30.01.2021            |

## Святыни монастыря

### Святая Канавка

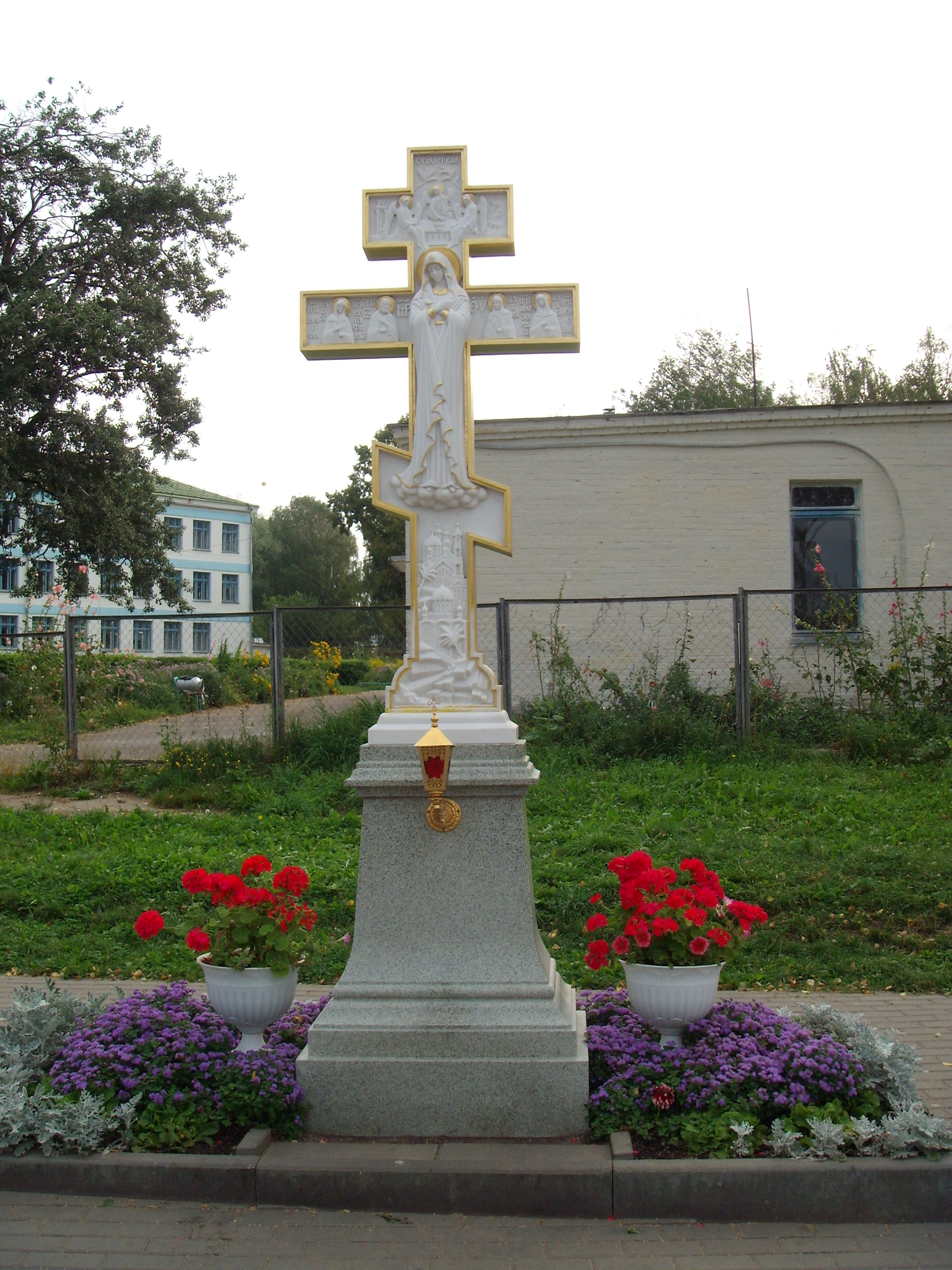
Крест у конца Святой канавки

Святая Канавка — одна из главных святынь монастыря.
25 ноября 1825 года Богородица явилась преподобному Серафиму и повелела основать Мельничную общину, указав, как следует обнести это место канавой и валом. Копать Канавку должны были только сёстры общины, а миряне могли помогать носить землю и насыпать вал.

Исполняя указания Царицы Небесной, Серафим Саровский приказал сёстрам вырыть Канавку вдоль тропы, по которой прошла Богородица. Преподобный Серафим говорил, что Канавка эта до небес высока и всегда будет стеной и защитой от антихриста. 
Кто Канавку эту с молитвой пройдёт да полтораста «Богородиц» прочтёт, тому всё тут: и Афон, и Иерусалим, и Киев!
Копать Канавку начал сам отец Серафим 2 (15) июня 1829 года перед праздником Святой Троицы. Глубина канавки и высота вала должны были быть 3 аршина (215 см). Работы продолжались до смерти преподобного Серафима и были завершены перед праздником Рождества Христова 25 декабря 1832 (6 января 1833) года. Во многих местах канавка была вырыта всего на 1-2 аршина, и после этого её никогда не углубляли до требуемого размера.
С 1842 года, при Иване Тихонове, уход за Канавкой был прекращён, вал частично срыт, а через Канавку сделаны мосты и переходы.
Уход за Канавкой был возобновлён в 1862 году при игуменьи Марии (Ушаковой), произведена очистка от сора, убраны мосты и переходы.
До 1900 года в конце святой Канавки стояла деревянная звонница, затем её заменила пятиярусная колокольня, построенная между Казанской церковью и Троицким собором.
В 1927 году вал был срыт, Канавка на значительном протяжении засыпана. В послевоенные годы через Канавку были проложены коммуникации, в частности, через южную часть — канализационная труба. Введены запреты на молитвы на святой Канавке.
1 января 1992 года возобновлена традиция, по которой все сёстры после вечернего богослужения обходят Канавку с молитвой Богородице Дево, радуйся.
10 августа 1993 года, на праздник иконы Божией Матери «Умиление», впервые после длительного перерыва, по святой Канавке прошёл крестный ход с пением Параклиса.

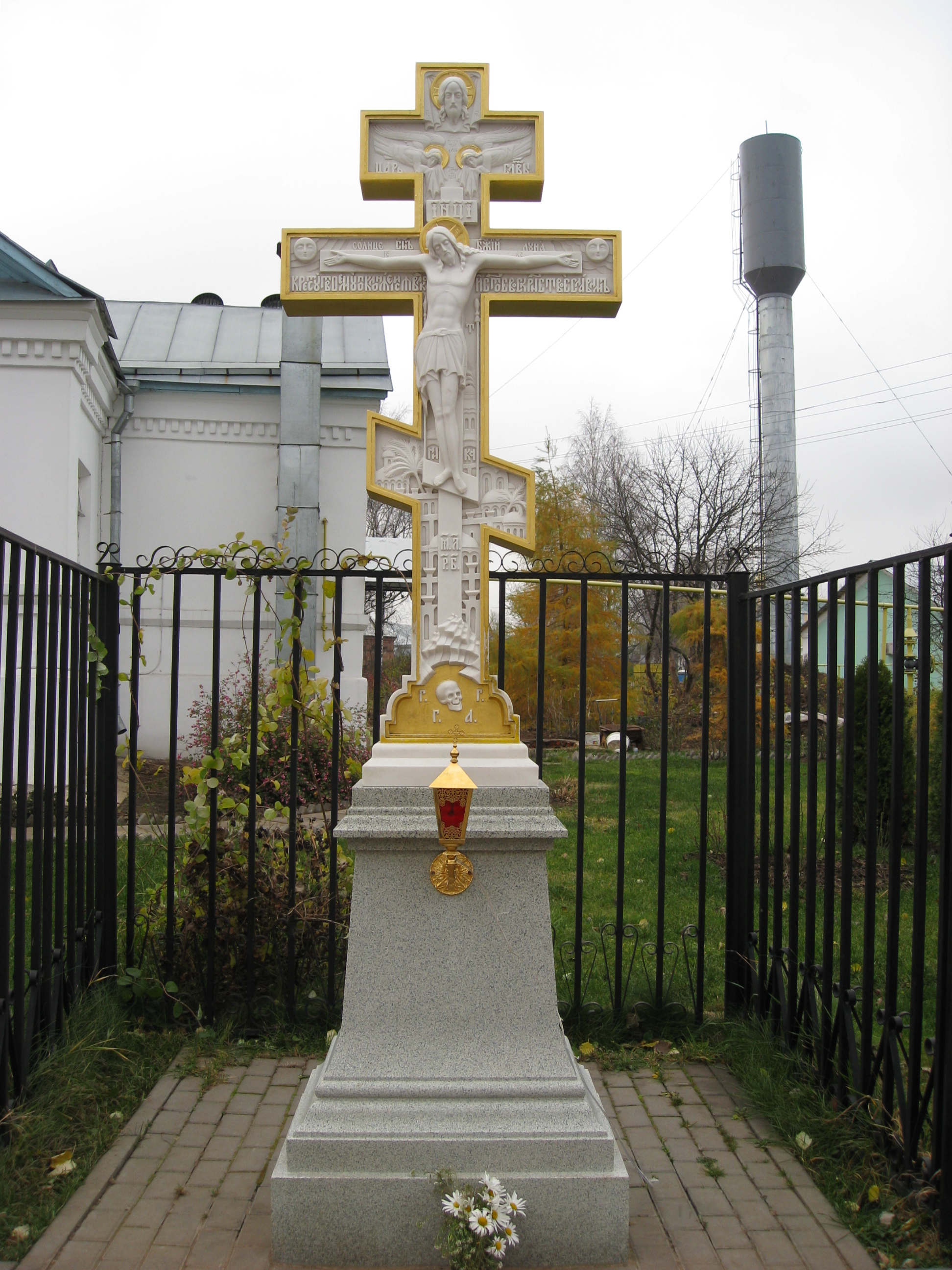
Крест в середине Святой Канавки

В 1997 году администрацией Дивеева дано разрешение на восстановление Канавки при условии согласования с ними каждого участка работ. Работы на первом участке — от начала до первого поворота начались 23 августа, в день памяти священномученика архидиакона Лаврентия. Исходное расположение уточнялось с помощью поперечных раскопок.
Основные работы были завершены к 2003 году — столетию прославления Серафима Саровского.
Тропинка, проходящая по валу, была выложена плитами и обнесена кованой оградкой. В 2004 году установлены мраморные поклонные кресты, а на месте мельницы — деревянная часовня, освящение которой состоялось 30 июля 2004 года.
В 2005 году воротами была закрыта асфальтированная дорога через Канавку, ведущая к школе. 26 июня 2006 года, в день памяти преподобной Александры и канун кончины первого духовника Серафимо-Дивеевского монастыря протоиерея Василия Садовского, отслужен молебен на восстановление Канавки в месте пересечения с дорогой. 28 июня начались земляные работы.
В 2011 году по Святой Канавке многотысячным крестным ходом был пронесён ковчег с Поясом Пресвятой Богородицы.
По сложившейся традиции при погребении плащаницы Божией Матери по Святой Канавке проходит крестный ход. Накануне монастырские сёстры украшают Святую Канавку живыми цветами. Крестный ход проходит также после утреннего богослужения на первой и последней неделе Великого поста.

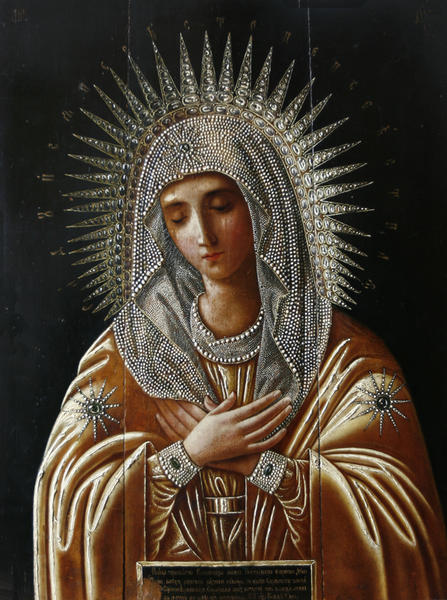
Икона «Серафимово Умиление»

### Икона Божией Матери «Умиление»
Икона «Умиление» Пресвятой Богородицы являлась главной святыней Троицкого собора. Перед этой иконой молился и скончался Серафим Саровский. Он называл её «Всех радостей Радость», а елеем из лампады, горевшей перед иконой, преподобный помазывал больных. По завету отца Серафима, после его кончины образ был передан Саровским игуменом Нифонтом в Мельничную общину.
После закрытия монастыря игуменья Александра (Траковская) вместе с другими сёстрами перевезла образ в Муром. После её смерти монахиня Мария (Баринова) с благословения Патриарха Пимена передала икону протоиерею Виктору Шиповальникову, а в 1991 году — Патриарху Алексию II. С тех пор образ находится в домо́вом храме резиденции Патриарха, а в правом киоте Троицкого собора Дивеевского монастыря находится его чудотворный список.

### Святые мощи
В конце 1990 года были обретены мощи батюшки Серафима. В 1991 году с крестным ходом святые мощи были принесены в Дивеевский монастырь. Так сбылось пророчество, что телом преподобный Серафим будет пребывать в Дивееве.
В храме Рождества Богородицы почивают преподобные Александра, Марфа и Елена. В Казанском соборе — блаженные жены Дивеевские Пелагия, Параскева и Мария и преподобноисповедница Матрона (Власова).
В апреле 2009 года в дар монастырю передан ковчег с частицами мощей святых Глинской пустыни: Макария, Серафима, Иннокентия, Феодота, Архиппа, Василия, Илиодора, Иоанникия и Филарета. Ковчег изготовлен по благословению игуменьи Серафимо-Дивеевского монастыря Сергии (Конковой).
Ранее по благословению настоятеля Глинской пустыни архиепископа Конотопского и Глуховского Луки (Коваленко) было изготовлено пять ковчегов с частицами мощей преподобных старцев. Они были отправлены на Валаам, в Соловецкий монастырь и в три храма Москвы.

## Святые источники

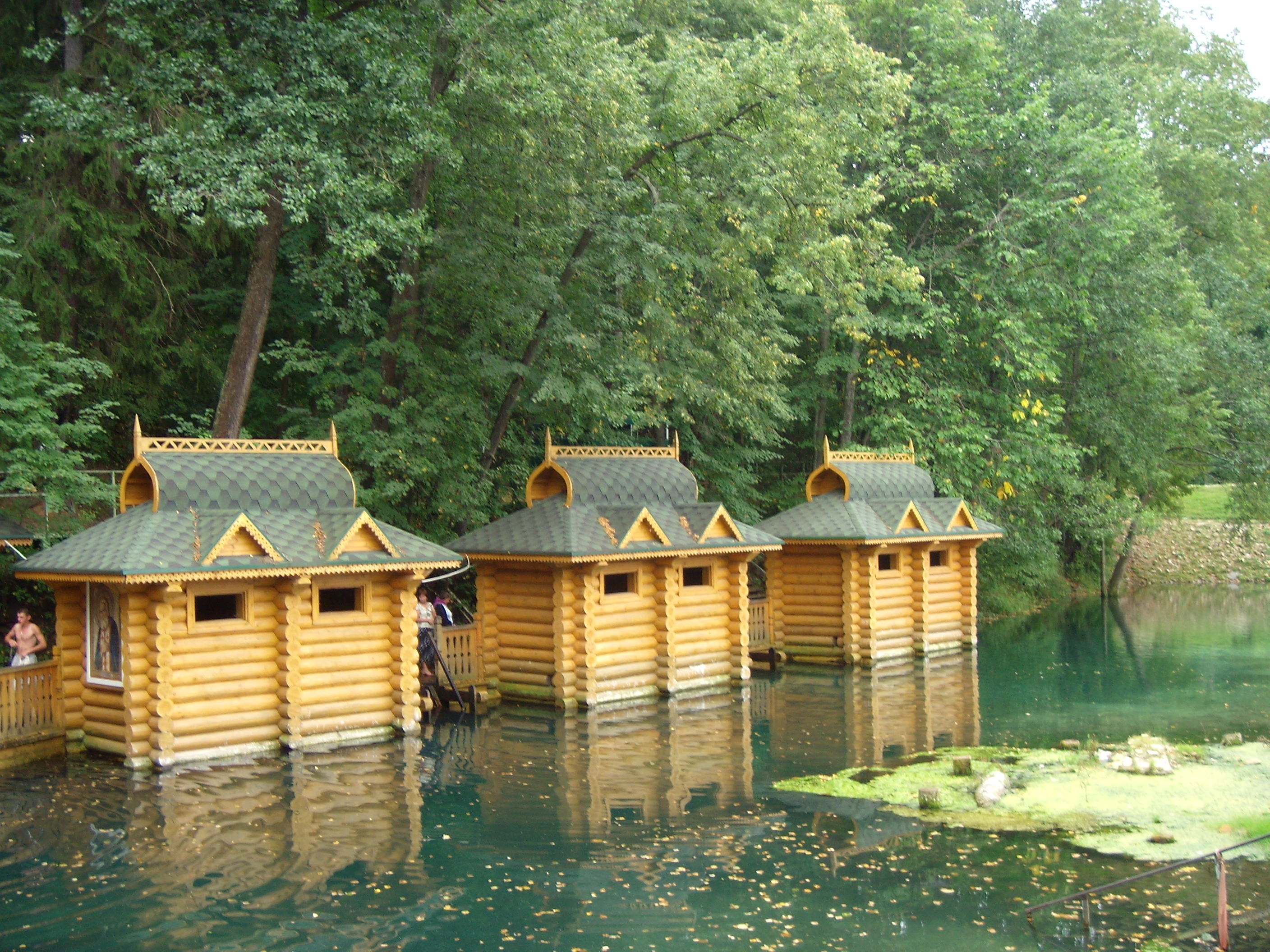
Купальни на источнике Преподобного Серафима Саровского.

В Дивееве истекают несколько источников: Казанский (самый древний), Целителя Пантелеимона, Матушки Александры и Иверский.
Наиболее чтимым является дальний источник Батюшки Серафима, расположенный у посёлка Цыгановка. Чудотворный источник Преподобного Серафима около реки Саровки, явивший многие чудеса и исцеления при его жизни и после его кончины, был засыпан в советские годы, но чудесным образом на реке Сатис на границе закрытой территории появился новый источник, который засыпать не смогли.

1 августа 1993 года Патриарх Алексей II освятил возле источника деревянную часовню. В 2006 году были построены три новые купальни. В июле 2009 года была освящена новая часовня, строительство которой велось на протяжении двух лет.

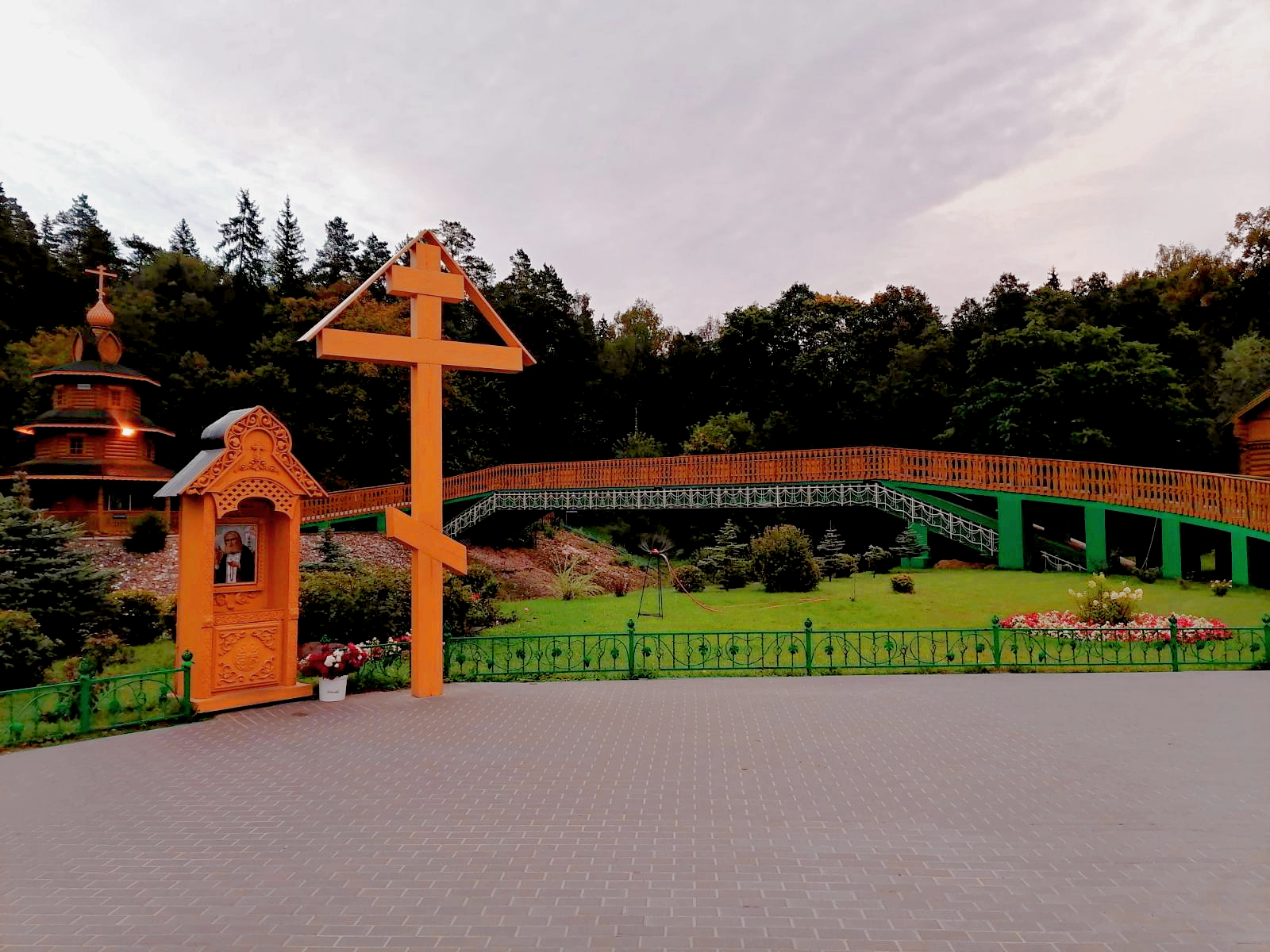
На источнике преподобного Серафима (Цыгановка).
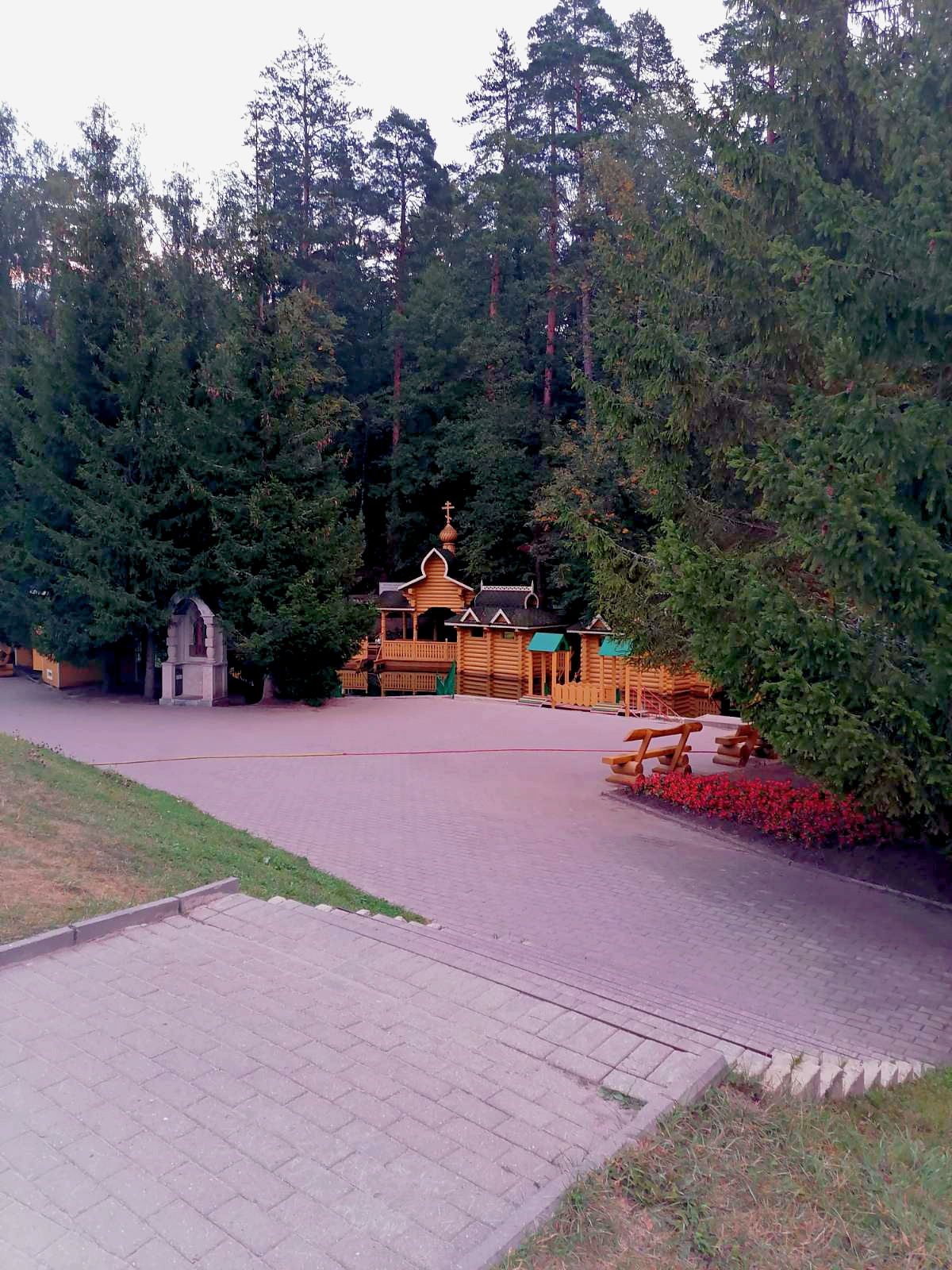
На источнике преподобного Серафима (Цыгановка).
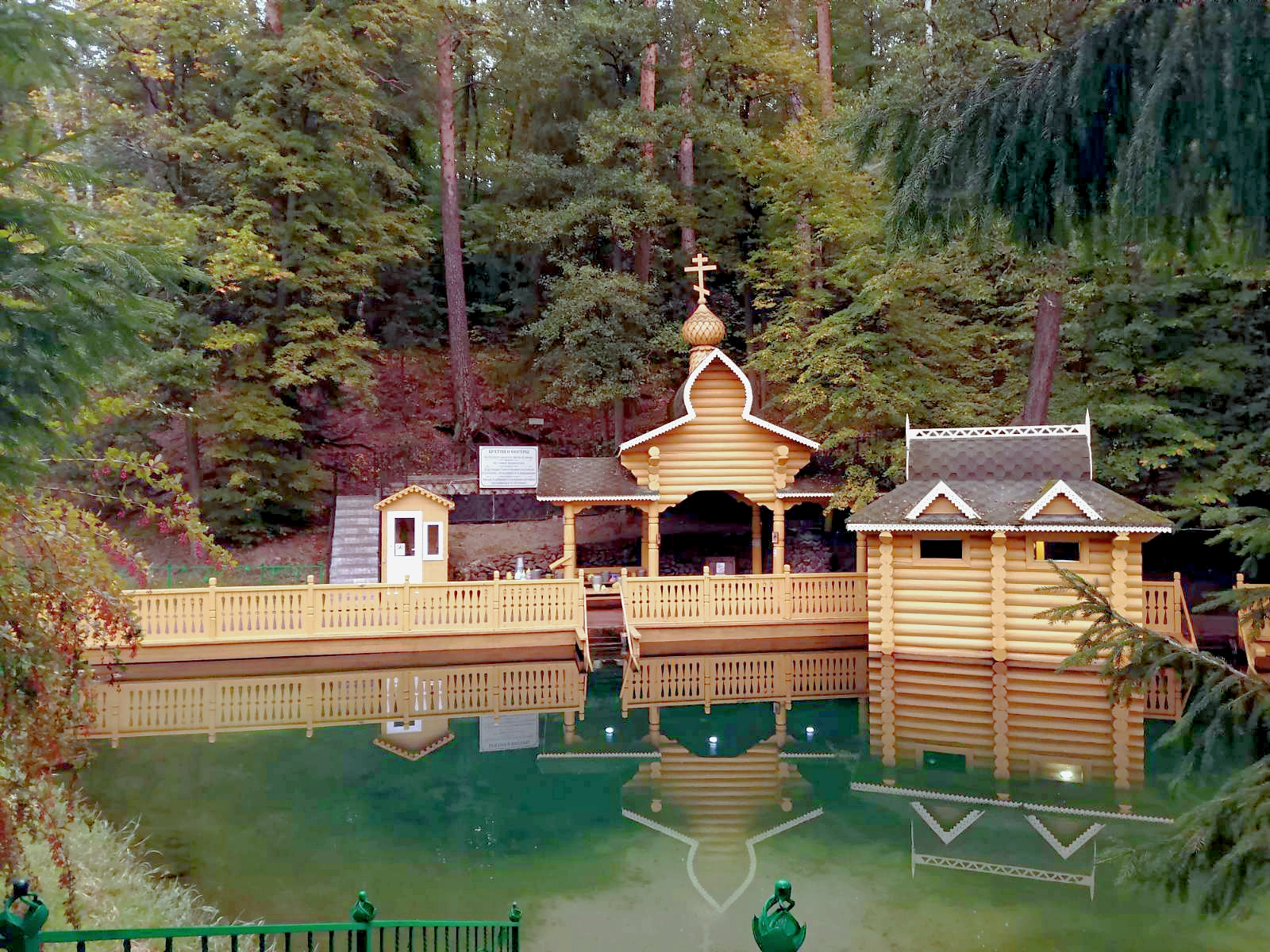
На источнике преподобного Серафима (Цыгановка).

## Реликвии

### Колокол Серафима Саровского
В 2008 году в монастырь был возвращён колокол, купленный Серафимом Саровским. Вес колокола 16 кг (1 пуд). Был приобретён летом 1829 года на Нижегородской ярмарке. На колоколе выгравировано имя заказчика. Из-за трещины планируется поместить колокол в экспозицию создаваемого музея.

### Камень Серафима Саровского
К началу XX века при алтаре Кладбищенской церкви Дивеевского монастыря хранилась большая часть валуна, на котором преподобный Серафим Саровский провёл тысячу дней и ночей в подвиге столпничества.

### Портрет первой игуменьи

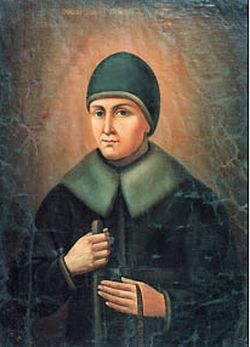
Портрет преподобной Александры

6 марта 2009 года состоялась передача монастырю портрета первой игуменьи обители — матушки Александры. Портрет был написан монахинями монастыря. После закрытия монастыря в 1927 году портрет хранился в крестьянских семьях в деревне около Йошкар-Олы. Портрет был найден Германом Князевым и Сергеем Маловым в антикварном салоне, около церкви в честь Спаса Нерукотворного в Нижнем Новгороде.
Портрет матушки Александры упоминается в летописи монастыря. По легенде портрет менялся в зависимости от того, какой человек заходил в келью.
При передаче портрета благотворители отметили, что в жизни каждого из них было событие, связанное с монастырём. После восстановления портрет планируется разместить в приделе матушки Александры.

### Домик блаженной Параскевы Ивановны
Летом 2010 года для посетителей был вновь открыт домик блаженной Параскевы Ивановны. После ремонта в нём стало три зала. Одна комната посвящена блаженной Параскеве Ивановне, дивеевским блаженным и посещению этой кельи императором Николаем II. В большом зале представлены материалы о двух дивеевских игуменьях — Марии (Ушаковой) и Александре (Траковской) и о сёстрах обители. Третий зал посвящён преподобному Серафиму Саровскому и его прославлению в сонме святых в 1903 году, а также воссоздан фрагмент кельи святого старца.
Подлинными экспонатами, представленными в музее, являются: платье блаженной Параскевы Ивановны, личные вещи игуменьи Марии и игуменьи Александры, монашеская одежда дивеевских сестёр, вещи, принадлежавшие святителям Филарету (Дроздову) и Феофану Затворнику, и мебель из кельи преподобного Серафима.

## Скиты и подворья
На всех скитах и подворьях действуют храмы. На скитах сёстры занимаются в основном хозяйственными работами. Подворья же выполняют главным образом представительские функции.

Покровский скит

- Покровский скит в селе Канерга. В декабре 1991 года монастырю предложили разобрать на дрова бездействующую начальную школу. Увидев, что рядом сохранилась колокольня, на которой стоял крест, сёстры решили восстанавливать здесь скит. Позднее выяснилось, что купленная школа была зубоврачебным корпусом Дивеевского монастыря. А около Канергской церкви жили сёстры после разгона обители[84][85]
- Свято-Никольский скит в селе Автодеево — впервые деревянная Никольская церковь упоминается в 1616 году[86] Современная каменная двухпрестольная церковь построена в 1822 году[86]. Главный придел был освящён во имя Святой Живоначальной Троицы, а другой — во имя Святителя Николая[86]. Закрыта осенью 1936 года и использовалась как зернохранилище[86]. Передана монастырю в сентябре 1992 года[10]. 26 декабря 1993 года митрополитом Николаем освящён престол Никольского придела[86]. 21 октября 2006 года архиепископом Георгием вновь освящён главный алтарь в честь Святой Живоначальной Троицы[86].
- Скит в честь Всемилостивого Спаса в селе Нуче. Основан 17 мая 2007 года[87].  Из-за малого числа насельниц был приписан к Никольскому скиту в селе Автодеево.
- Кутузовский скит в селе Кутузовка — передан монастырю 25 декабря 1992 года[26][88][89][90]
- Меляевский скит в селе Меляево — располагается в двенадцати километрах от Кутузовского, оба они были основаны святой Натальей Дивеевской и принадлежали Серафимо-Дивеевскому монастырю, оба были разорены в годы гонений на Русскую Православную Церковь[91][92] В августе 2012 года митрополит Георгий освятил колокола и кресты храма в честь иконы Божией Матери «Умиление»[93]. В июле 2013 года храм был освящён Великим чином[94].
- Знаменский скит в селе Хрипуново — передан монастырю сентября 1993 года[95][96][97]
- Скит святых мучеников Флора и Лавра (подворье «Солнечная поляна»[98][99]) стал создаваться с мая 1997 года в 4 км от монастыря на реке Ломовке, где ранее располагались свечной корпус и прачечная[100] В 2004 году рядом по благословению митрополита Николая было заложено монастырское кладбище[100]. В 2005 году архиепископом Георгием совершён чин Великого освящения главного престола деревянной Церкви в честь святых мучеников Флора и Лавра[101].  23 июня 2007 года на монастырском кладбище архиепископом Георгием освящена вновь построенная однопрестольная деревянная церковь в честь иконы Божией Матери «Споручница грешных»[100].
- Архангельский скит — в 2005 году архиепископом Георгием совершён чин Великого освящения Престола в честь Архангела Михаила[101].

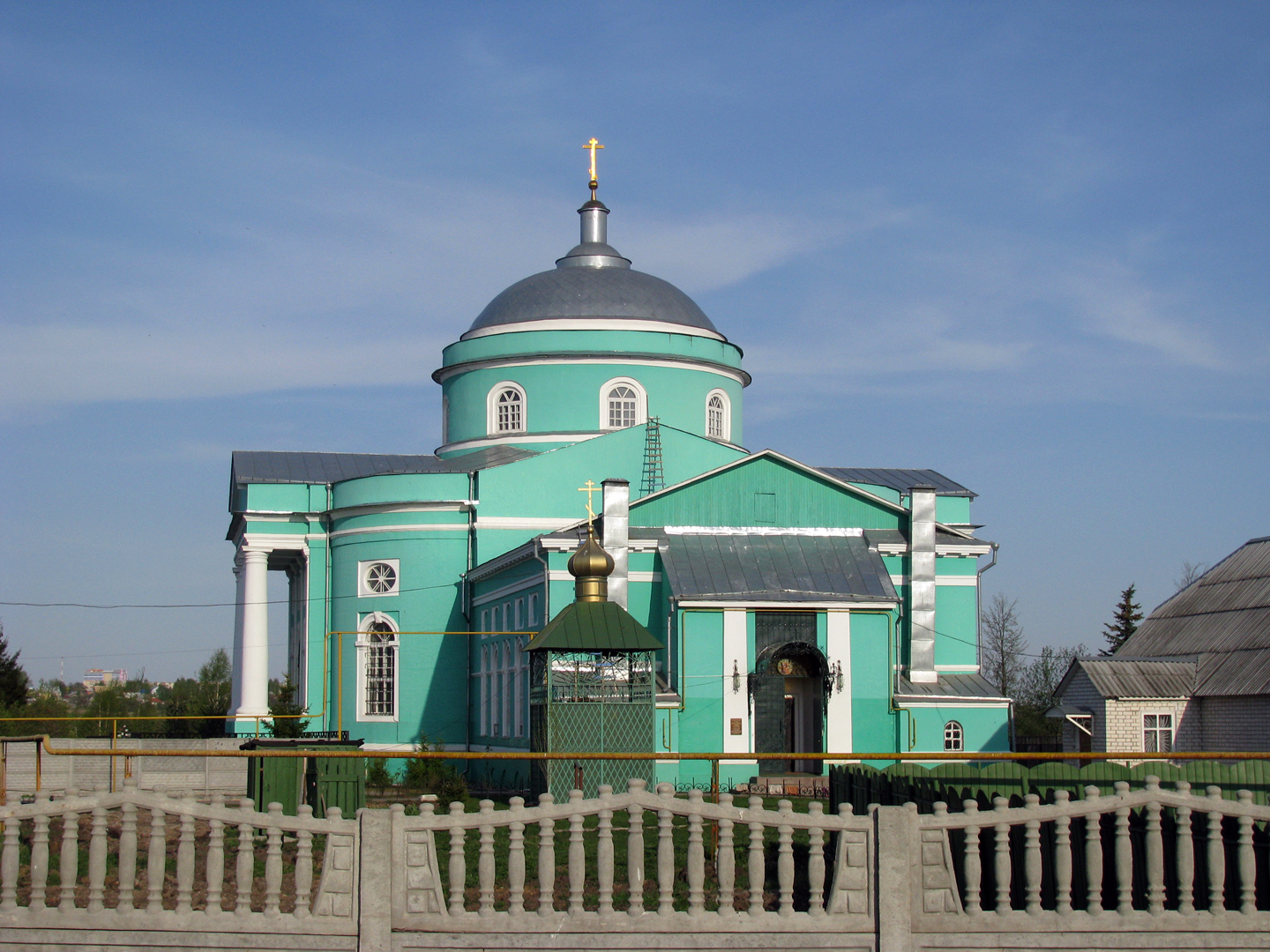
Церковь преподобного Сергия Радонежского

- Троицкий скит. Троицкая церковь  вновь освящена 3 января 2002 года митрополитом Николаем[102]. 19 декабря 2006 года Законодательным собранием принято решение о создании в Шатовском сельсовете Арзамасского района посёлка Троицкий Скит[102][103].
- Серафимовский скит в посёлке Хитрый[104][105]
- Серафимо-Понетаевский монастырь в селе Понетаевка — в части одного из корпусов расположен скит Свято-Троицкого Серафимо-Дивеевского монастыря[106][107]
- Свято-Троицкий Белбажский монастырь — с апреля 2009 года действует как скит Свято-Троицкого Серафимо-Дивеевского монастыря[108]. 15 августа 2009 года освящён трапезный храм в честь Нерукотворного Образа Господа Иисуса Христа[109].
- Спасо-Зеленогорский монастырь в селе Зелёные Горы[110].
- Вознесенский скит — 20-й скит в Дивеевской обители. 8 ноября 2016 года состоялось освящение храма в честь Собора святых бессребреников и чудотворцев[111].
- Кладбищенская церковь в честь преподобного Сергия Радонежского в посёлке Выездное.

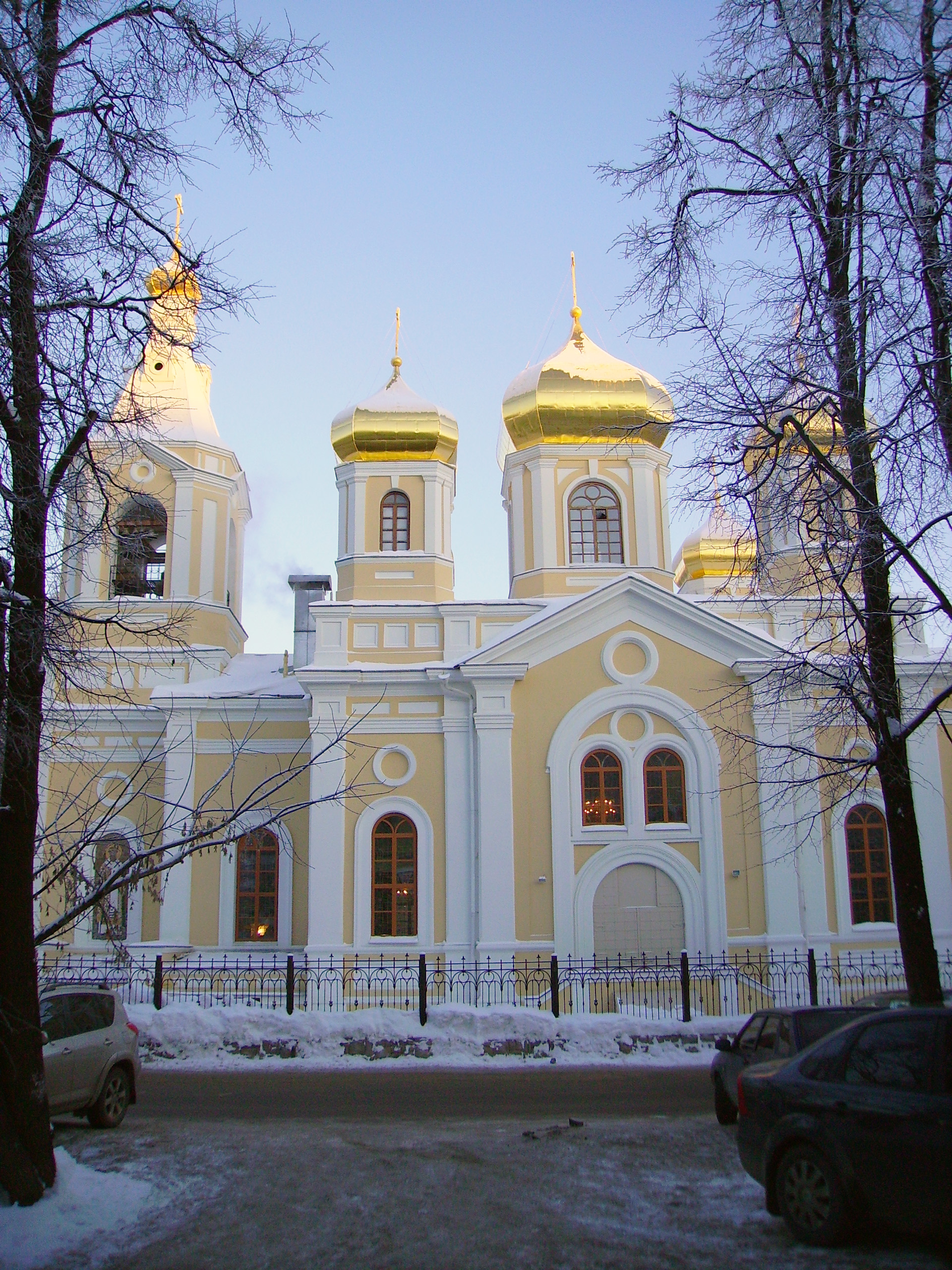
Нижегородское подворье

- Церковь в честь святителей Московских Петра, Алексия, Ионы, Филиппа и Гермогена — Нижегородское подворье[112], открыто в 1997 году[113]. Храм построен в 1860 году, в XX веке разорён. В 1998 году на средства монастыря началась реставрация[113]. Вновь освящён владыкой Георгием 11 июня 2004 года[113]. В 2005 году архиепископом Георгием совершён чин Великого освящения двух престолов: в честь святителя Николая Чудотворца и апостола от семидясяти Иасона и во имя апостола Луки и преподобномученика Андрея Критского[101].

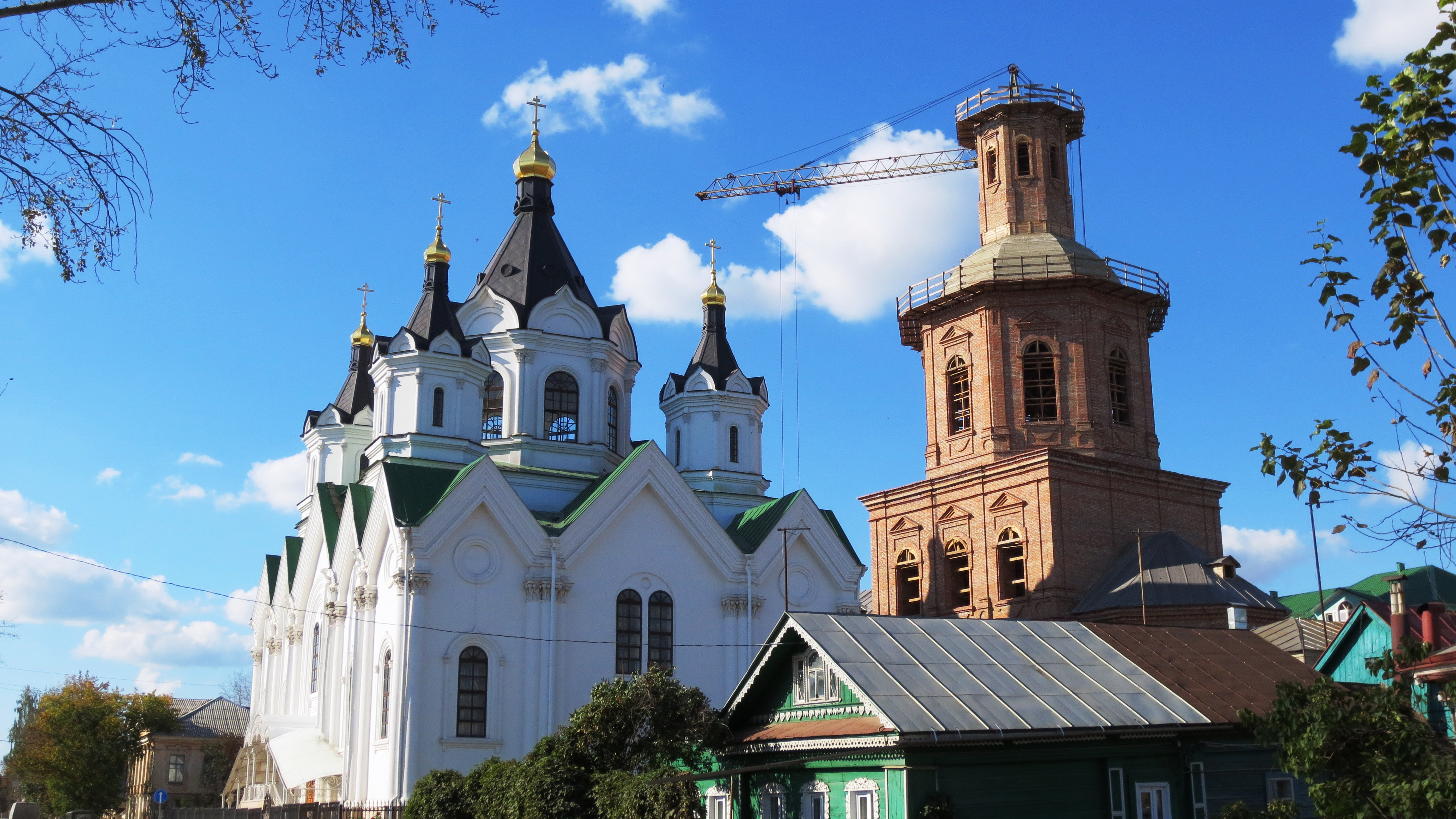
Арзамасское подворье

- Церкви Рождества Христова и Смоленской иконы Божией Матери — Арзамасское подворье. Смоленская церковь построена в 1797 году. Церковь Рождества Христова — в 1845—1852 годах по проекту архитектора Константина Тона. Разорённый ансамбль Смоленской церкви передан монастырю в 1998 году[114]. В 2011 году началось восстановление Смоленской церкви[115][116]
- Храм-часовня в честь Собора Дивеевских святых — Патриаршее подворье в Москве. В 1909 году храмоздателем Спасо-Преображенского собора Фёдором Васильевичем Долгинцевым для Московского подворья был куплен участок земли с постройками по адресу проспект Мира, д. 20[62] В 2008 году архиепископ Георгий совершил чин освящения закладного камня первого храма в честь нового праздника Собора Дивеевских святых[117]. В 2011 году был совершён чин малого освящения престола[118]. К этому времени строительные работы в храме ещё продолжались[118] В храме имеется частица мощей преп. Серафима[119].

## Монастырь в нумизматике и филателии

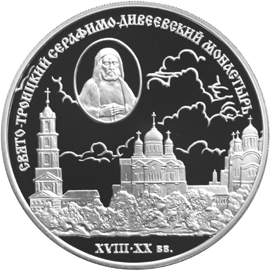
Монета Банка России — Серия: «Памятники архитектуры России», Свято-Троицкий Серафимо-Дивеевский монастырь ( XVIII — XX вв.), 3 рубля, реверс.
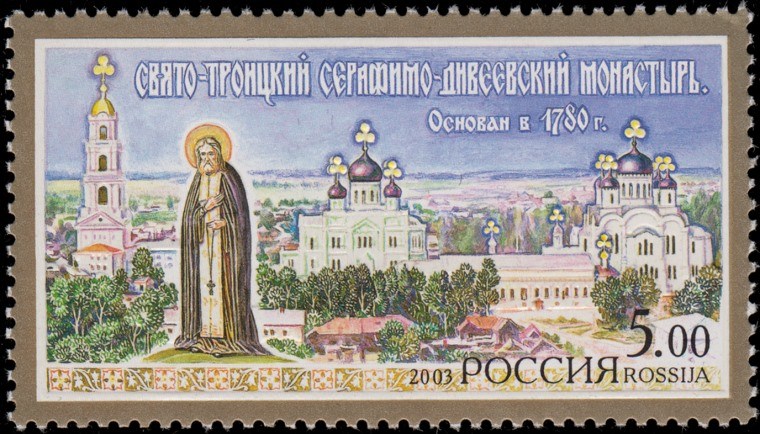
Почтовая марка 2003 год